# Brentford F.C. mùa giải 2013–14
Mùa giải 2013-14 chứng kiến Brentford trở lại Championship sau 21 năm vắng bóng, giành quyền thăng hạng từ League One trước ba vòng đấu và phá vỡ kỉ lục điểm số giải quốc nội của mình.

## Trước mùa giải

### Giao hữu Trại Tập luyện Đức
Thắng
      Hòa
      Thua
      Hoãn
| 2 tháng 7 năm 2013 | Einheit Rudolstadt | 0-3          | Brentford                               |                     |  |
| 18:30              |                    | Chi tiết BFC | Donaldson 25' · Saville 84' · Hayes 85' | Lượng khán giả: 200 |  |

| 6 tháng 7 năm 2013 | Rot-Weiß Erfurt | 1-1          | Brentford |                     |  |
| 13:00              | Tunjić 42'      | Chi tiết BFC | Dean 20'  | Lượng khán giả: 682 |  |

### Giao hữu trong nước
| 16 tháng 7 năm 2013 | Brentford                             | 3-0          | Millwall | Griffin Park          |  |
| 19:45               | Saunders 46' · Hayes 59' · Dallas 88' | Chi tiết BFC |          | Lượng khán giả: 2.039 |  |

| 20 tháng 7 năm 2013 | Brentford   | 1-2          | Celtic                   | Griffin Park          |  |
| 15:00               | Forshaw 11' | Chi tiết BFC | Baldé 23' · McGregor 58' | Lượng khán giả: 8.253 |  |

| 23 tháng 7 năm 2013 | Boreham Wood | 1-3          | Brentford            | Meadow Park |  |
| 19:30               | Willock 16'  | Chi tiết BFC | Dallas 42', 55', 85' |             |  |

| 30 tháng 7 năm 2013 | Brentford                             | 3-2                                      | Cardiff                     | Griffin Park          |  |
| 19:45               | McAleny 44' · McAleny 47' · Hayes 88' | Chi tiết BBC BFC Highlights trên YouTube | Bo-Kyung 12' · Campbell 14' | Lượng khán giả: 2.954 |  |

## League One

### Tóm tắt kết quả giải quốc nội
| Tổng thể | Tổng thể | Tổng thể | Tổng thể | Tổng thể | Tổng thể | Tổng thể | Tổng thể | Sân nhà | Sân nhà | Sân nhà | Sân nhà | Sân nhà | Sân nhà | Sân khách | Sân khách | Sân khách | Sân khách | Sân khách | Sân khách |
| ST       | T        | H        | B        | BT       | BB       | HS       | Đ        | T       | H       | B       | BT      | BB      | HS      | T         | H         | B         | BT        | BB        | HS        |
| -------- | -------- | -------- | -------- | -------- | -------- | -------- | -------- | ------- | ------- | ------- | ------- | ------- | ------- | --------- | --------- | --------- | --------- | --------- | --------- |
| 46       | 28       | 10       | 8        | 72       | 43       | +29      | 94       | 19      | 1       | 3       | 44      | 17      | +27     | 9         | 9         | 5         | 28        | 26        | +2        |

Nguồn: Statto

### Kết quả và thứ hạng theo từng vòng
| Vòng     | 1  | 2 | 3 | 4 | 5 | 6 | 7 | 8  | 9  | 10 | 11 | 12 | 13 | 14 | 15 | 16 | 17 | 18 | 19 | 20 | 21 | 22 | 23 | 24 | 25 | 26 | 27 | 28 | 29 | 30 | 31 | 32 | 33 | 34 | 35 | 36 | 37 | 38 | 39 | 40 | 41 | 42 | 43 | 44 | 45 | 46 |
| -------- | -- | - | - | - | - | - | - | -- | -- | -- | -- | -- | -- | -- | -- | -- | -- | -- | -- | -- | -- | -- | -- | -- | -- | -- | -- | -- | -- | -- | -- | -- | -- | -- | -- | -- | -- | -- | -- | -- | -- | -- | -- | -- | -- | -- |
| Sân      | A  | H | A | H | H | A | A | H  | A  | H  | A  | H  | A  | H  | A  | H  | A  | H  | A  | H  | A  | H  | H  | A  | H  | A  | H  | H  | A  | A  | H  | A  | H  | H  | A  | H  | A  | A  | A  | H  | H  | A  | H  | A  | A  | H  |
| Kết quả  | D  | W | D | W | D | L | W | L  | W  | L  | L  | W  | W  | W  | W  | W  | D  | W  | W  | W  | W  | W  | W  | W  | W  | D  | W  | W  | D  | W  | L  | D  | W  | W  | W  | W  | L  | D  | D  | W  | W  | L  | W  | D  | L  | W  |
| Thứ hạng | 12 | 7 | 6 | 4 | 4 | 8 | 8 | 10 | 10 | 10 | 11 | 11 | 7  | 5  | 5  | 4  | 4  | 4  | 4  | 3  | 3  | 3  | 1  | 1  | 1  | 2  | 1  | 1  | 1  | 1  | 3  | 3  | 3  | 3  | 2  | 2  | 2  | 2  | 2  | 2  | 2  | 2  | 2  | 2  | 2  | 2  |

### Trận đấu
Thắng
      Hòa
      Thua
      Hoãn

#### Tháng Tám
| 3 tháng 8 năm 2013 1 | Port Vale | 1-1                                           | Brentford | Vale Park             |  |
| 15:00                | Loft 30'  | Chi tiết BBC BFC PVFC Highlights trên YouTube | Logan 26' | Lượng khán giả: 7.579 |  |

| 10 tháng 8 năm 2013 2 | Brentford                    | 3-1                                           | Sheffield United | Griffin Park                             |  |
| 15:00                 | Forshaw 35' · Grigg 63', 76' | Chi tiết BBC BFC SUFC Highlights trên YouTube | Collins 57'      | Lượng khán giả: 7.316 Trọng tài: Woolmer |  |

| 17 tháng 8 năm 2013 3 | Gillingham    | 1-1                                          | Brentford       | Sân vận động Priestfield                 |  |
| 15:00                 | Akinfenwa 40' | Chi tiết BBC BFC GFC Highlights trên YouTube | El Alagui 90+4' | Lượng khán giả: 6.225 Trọng tài: Rushton |  |

| 24 tháng 8 năm 2013 4 | Brentford     | 1-0                                          | Walsall | Griffin Park                             |  |
| 15:00                 | Donaldson 42' | Chi tiết BBC BFC WFC Highlights trên YouTube |         | Lượng khán giả: 5.781 Trọng tài: Hayward |  |

| 31 tháng 8 năm 2013 5 | Brentford | 0-0                                           | Carlisle United | Griffin Park                              |  |
| 15:00                 | Craig 65' | Chi tiết BBC BFC CUFC Highlights trên YouTube |                 | Lượng khán giả: 6.035 Trọng tài: Phillips |  |

#### Tháng Chín
| 7 tháng 9 năm 2013 6 | Bradford City                              | 4-0                                            | Brentford  | Valley Parade                            |  |
| 15:00                | Hanson 41', 69' · Wells 60' · Thompson 64' | Chi tiết BBC BFC BCAFC Highlights trên YouTube | Button 26' | Lượng khán giả: 13.621 Trọng tài: Haines |  |

| 14 tháng 9 năm 2013 7 | Tranmere Rovers                           | 3-4                                           | Brentford                                            | Prenton Park                            |  |
| 15:00                 | Atkinson 44' · Dugdale 55' · Stockton 90' | Chi tiết BBC BFC TRFC Highlights trên YouTube | Taylor 2' · Donaldson 14', 71' · Forshaw 90+2' (pen) | Lượng khán giả: 4.454 Trọng tài: Duncan |  |

| 23 tháng 9 năm 2013 8 | Brentford | 0-2                                           | Leyton Orient               | Griffin Park                               |  |
| 19:45                 |           | Chi tiết BBC BFC LOFC Highlights trên YouTube | Mooney 65' (pen) · Batt 85' | Lượng khán giả: 6.439 Trọng tài: Linington |  |

| 29 tháng 9 năm 2013 9 | Coventry City | 0-2                                           | Brentford                  | Sân vận động Sixfields                     |  |
| 15:00                 |               | Chi tiết BBC BFC CCFC Highlights trên YouTube | Donaldson 22' · Taylor 68' | Lượng khán giả: 2.650 Trọng tài: Salisbury |  |

#### Tháng Mười
| 5 tháng 10 năm 2013 10 | Brentford | 0-1                                           | Rotherham United | Griffin Park                              |  |
| 15:00                  |           | Chi tiết BBC BFC RUFC Highlights trên YouTube | Bradley 14'      | Lượng khán giả: 6.614 Trọng tài: Langford |  |

| 12 tháng 10 năm 2013 11 | Stevenage     | 2-1                                      | Brentford     | Sân vận động The Lamex                     |  |
| 15:00                   | Zoko 15', 26' | Chi tiết BBC BFC Highlights trên YouTube | Donaldson 13' | Lượng khán giả: 3.225 Trọng tài: Sarginson |  |

| 19 tháng 10 năm 2013 12 | Brentford                             | 3-1                                           | Colchester United | Griffin Park                            |  |
| 15:00                   | Trotta 76' · Saville 80' · Harris 87' | Chi tiết BBC BFC CUFC Highlights trên YouTube | Okuonghae 49'     | Lượng khán giả: 5.705 Trọng tài: Malone |  |

| 22 tháng 10 năm 2013 13 | Bristol City   | 1-2                                      | Brentford                    | Ashton Gate                             |  |
| 19:45                   | Harewood 90+2' | Chi tiết BBC BFC Highlights trên YouTube | Saunders 79' · Donaldson 86' | Lượng khán giả: 10.639 Trọng tài: Gibbs |  |

| 26 tháng 10 năm 2013 14 | Brentford  | 1-0                                           | Shrewsbury Town | Griffin Park                            |  |
| 15:00                   | Trotta 18' | Chi tiết BBC BFC STFC Highlights trên YouTube |                 | Lượng khán giả: 9.783 Trọng tài: Stroud |  |

#### Tháng Mười Một
| 2 tháng 11 năm 2013 15 | Crawley Town | 0-1                                           | Brentford        | Sân vận động Broadfield                |  |
| 15:00                  |              | Chi tiết BBC BFC CTFC Highlights trên YouTube | Forshaw 5' (pen) | Lượng khán giả: 4.177 Trọng tài: Scott |  |

| 16 tháng 11 năm 2013 16 | Brentford                                                   | 5-0                                           | Crewe Alexandra | Griffin Park                          |  |
| 15:00                   | Trotta 43' · Forshaw 46' · Saville 58' · Donaldson 63', 73' | Chi tiết BBC BFC CAFC Highlights trên YouTube |                 | Lượng khán giả: 6.616 Trọng tài: Bull |  |

| 23 tháng 11 năm 2013 17 | Wolverhampton Wanderers | 0-0                                           | Brentford | Molineux                                 |  |
| 15:00                   |                         | Chi tiết BBC BFC WWFC Highlights trên YouTube |           | Lượng khán giả: 19.061 Trọng tài: Naylor |  |

| 26 tháng 11 năm 2013 18 | Brentford                                     | 3-2                                           | Peterborough United          | Griffin Park                            |  |
| 19:45                   | Zakuani 36' (o.g) · Grigg 81' · Donaldson 87' | Chi tiết BBC BFC PUFC Highlights trên YouTube | Payne 59' · Assombalonga 60' | Lượng khán giả: 6.014 Trọng tài: Graham |  |

| 30 tháng 11 năm 2013 19 | Notts County | 0-1                                           | Brentford | Meadow Lane                             |  |
| 15:00                   |              | Chi tiết BBC BFC NCFC Highlights trên YouTube | Grigg 44' | Lượng khán giả: 5.132 Trọng tài: Miller |  |

#### Tháng Mười Hai
| 14 tháng 12 năm 2013 20 | Brentford     | 1-0                                           | Oldham Athletic | Griffin Park                           |  |
| 15:00                   | Douglas 90+3' | Chi tiết BBC BFC OAFC Highlights trên YouTube |                 | Lượng khán giả: 6.594 Trọng tài: Berry |  |

| 21 tháng 12 năm 2013 21 | Preston North End | 0-3                                            | Brentford                                      | Deepdale                                  |  |
| 15:00                   |                   | Chi tiết BBC BFC PNEFC Highlights trên YouTube | Forshaw 23' (.pen) · Trotta 26' · Saunders 73' | Lượng khán giả: 10.332 Trọng tài: Deadman |  |

| 26 tháng 12 năm 2013 22 | Brentford                                 | 3-2                                           | Swindon Town          | Griffin Park                          |  |
| 15:00                   | Saunders 27' · Donaldson 55' · Trotta 71' | Chi tiết BBC BFC STFC Highlights trên YouTube | Mason 10' · Ajose 53' | Lượng khán giả: 8.333 Trọng tài: Hill |  |

| 29 tháng 12 năm 2013 23 | Brentford                                | 3-1                                           | Milton Keynes Dons | Griffin Park                            |  |
| 15:00                   | Donaldson 2' · Trotta 52' · Saunders 58' | Chi tiết BBC BFC MKDFC Highlight trên YouTube | Hodson 73'         | Lượng khán giả: 8.010 Trọng tài: D'Urso |  |

#### Tháng Một
| 1 tháng 1 năm 2014 24 | Peterborough United | 1-3                                           | Brentford                                         | London Road                             |  |
| 15:00                 | Payne 33'           | Chi tiết BBC BFC PUFC Highlights trên YouTube | Forshaw 16' (.pen) · Saunders 36' · Donaldson 90' | Lượng khán giả: 6.343 Trọng tài: Madley |  |

| 11 tháng 1 năm 2014 25 | Brentford              | 2-0                                           | Port Vale | Griffin Park                           |  |
| 15:00                  | Trotta 30' · Grigg 88' | Chi tiết BBC BFC PVFC Highlights trên YouTube |           | Lượng khán giả: 8.327 Trọng tài: Gibbs |  |

| 18 tháng 1 năm 2014 26 | Walsall      | 1-1                                          | Brentford     | Sân vận động Banks                      |  |
| 15:00                  | Westcarr 45' | Chi tiết BBC BFC WFC Highlights trên YouTube | Donaldson 30' | Lượng khán giả: 5.295 Trọng tài: Duncan |  |

| 24 tháng 1 năm 2014 27 | Brentford                        | 2-1                                          | Gillingham   | Griffin Park                            |  |
| 15:00                  | Douglas 22' · Trotta 70' (ph.đ.) | Chi tiết BBC BFC GFC Highlights trên YouTube | McDonald 73' | Lượng khán giả: 7.713 Trọng tài: Stroud |  |

| 28 tháng 1 năm 2014 28 | Brentford                                | 3-1                                           | Bristol City | Griffin Park                               |  |
| 19:45                  | Flint 9' (l.n.) · Judge 26' · Trotta 42' | Chi tiết BBC BFC BCFC Highlights trên YouTube | Osborne 12'  | Lượng khán giả: 6.517 Trọng tài: Linington |  |

#### Tháng Hai
| 1 tháng 2 năm 2014 29 | Shrewsbury Town | 1-1                                           | Brentford  | New Meadow                               |  |
| 15:00                 | Eaves 90'       | Chi tiết BBC BFC STFC Highlights trên YouTube | Trotta 68' | Lượng khán giả: 4.927 Trọng tài: Heywood |  |

| 8 tháng 2 năm 2014 | Brentford | P-P | Crawley Town | Griffin Park |
| 15:00              |           |     |              |              |

| 12 tháng 2 năm 2014 | Sheffield United | P-P | Brentford | Bramall Lane |
| 19:45               |                  |     |           |              |

| 15 tháng 2 năm 2014 30 | Crewe Alexandra   | 1-3                                           | Brentford                   | Sân vận động Alexandra                     |  |
| 15:00                  | Aneke 70' (ph.đ.) | Chi tiết BBC BFC CAFC Highlights trên YouTube | Judge 9', 52' · Forshaw 61' | Lượng khán giả: 4.812 Trọng tài: Salisbury |  |

| 22 tháng 2 năm 2014 31 | Brentford | 0-3                                           | Wolverhampton Wanderers     | Griffin Park                                 |  |
| 15:00                  |           | Chi tiết BBC BFC WWFC Highlights trên YouTube | Henry 45' · Jacobs 72', 85' | Lượng khán giả: 11.309 Trọng tài: Williamson |  |

#### Tháng Ba
| 1 tháng 3 năm 2014 32 | Carlisle United | 0-0                                           | Brentford | Brunton Park                            |  |
| 15:00                 |                 | Chi tiết BBC BFC CUFC Highlights trên YouTube |           | Lượng khán giả: 3.984 Trọng tài: Naylor |  |

| 8 tháng 3 năm 2014 33 | Brentford                   | 2-0                                            | Bradford City | Griffin Park                          |  |
| 15:00                 | Donaldson 61' · Saville 76' | Chi tiết BBC BFC BCAFC Highlights trên YouTube |               | Lượng khán giả: 8.063 Trọng tài: Bond |  |

| 11 tháng 3 năm 2014 34 | Brentford                     | 2-0                                           | Tranmere Rovers | Griffin Park                            |  |
| 19:45                  | Tarkowski 62' · Donaldson 74' | Chi tiết BBC BFC TRFC Highlights trên YouTube |                 | Lượng khán giả: 5.646 Trọng tài: Kettle |  |

| 15 tháng 3 năm 2014 35 | Leyton Orient | 0-1                                           | Brentford                  | Sân vận động Matchroom                  |  |
| 12:15                  |               | Chi tiết BBC BFC LOFC Highlights trên YouTube | Trotta 45' · Tarkowski 49' | Lượng khán giả: 8.335 Trọng tài: Madley |  |

| 22 tháng 3 năm 2014 36 | Brentford                                  | 3-1                                           | Coventry City | Griffin Park                          |  |
| 15:00                  | Donaldson 17' · Trotta 20' · McCormack 48' | Chi tiết BBC BFC CCFC Highlights trên YouTube | Wilson 6'     | Lượng khán giả: 8.572 Trọng tài: Ward |  |

| 25 tháng 3 năm 2014 37 | Rotherham United                   | 3-0                                           | Brentford | Sân vận động New York                       |  |
| 19:45                  | Agard 14' (.pen), 45' · Vuckic 90' | Chi tiết BBC BFC RUFC Highlights trên YouTube |           | Lượng khán giả: 8.365 Trọng tài: Eltringham |  |

| 29 tháng 3 năm 2014 38 | Oldham Athletic | 0-0                                           | Brentford | Boundary Park                           |  |
| 15:00                  |                 | Chi tiết BBC BFC OAFC Highlights trên YouTube |           | Lượng khán giả: 4.087 Trọng tài: Duncan |  |

#### Tháng Tư
| 1 tháng 4 năm 2014 39 | Sheffield United | 0-0                                           | Brentford | Bramall Lane                               |  |
| 19:45                 |                  | Chi tiết BBC BFC SUFC Highlights trên YouTube |           | Lượng khán giả: 15.730 Trọng tài: Ilderton |  |

| 5 tháng 4 năm 2014 40 | Brentford                           | 3-1                                           | Notts County | Griffin Park                                |  |
| 15:00                 | Forshaw 32' (.pen) · Judge 43', 52' | Chi tiết BBC BFC NCFC Highlights trên YouTube | Spencer 84'  | Lượng khán giả: 8.188 Trọng tài: Breakspear |  |

| 8 tháng 4 năm 2014 41 | Brentford   | 1-0                                           | Crawley Town | Griffin Park                            |  |
| 19:45                 | Douglas 58' | Chi tiết BBC BFC CTFC Highlights trên YouTube |              | Lượng khán giả: 7.718 Trọng tài: Martin |  |

| 12 tháng 4 năm 2014 42 | Swindon Town | 1-0                                           | Brentford   | County Ground                           |  |
| 15:00                  | Thompson 45' | Chi tiết BBC BFC STFC Highlights trên YouTube | Forshaw 65' | Lượng khán giả: 9.342 Trọng tài: Malone |  |

| 18 tháng 4 năm 2014 43 | Brentford        | 1-0                                            | Preston North End | Griffin Park                           |  |
| 15:00                  | Judge 30' (.pen) | Chi tiết BBC BFC PNEFC Highlights trên YouTube |                   | Lượng khán giả: 10.774 Trọng tài: Hill |  |

| 21 tháng 4 năm 2014 44 | Milton Keynes Dons             | 2-2                                            | Brentford                     | Sân vận động mk                            |  |
| 15:00                  | Gleeson 80' (pen) · McLeod 90' | Chi tiết BBC BFC MKDFC Highlights trên YouTube | Tarkowski 45' · Donaldson 59' | Lượng khán giả: 10.549 Trọng tài: Robinson |  |

| 26 tháng 4 năm 2014 45 | Colchester United                              | 4-1                                           | Brentford  | Sân vận động Cộng đồng Weston Homes    |  |
| 15:00                  | Bean 29' · Wynter 32' · Wilson 41' (.pen), 65' | Chi tiết BBC BFC CUFC Highlights trên YouTube | Dallas 45' | Lượng khán giả: 6.400 Trọng tài: Brown |  |

#### Tháng Năm
| 3 tháng 5 năm 2014 46 | Brentford              | 2-0                                      | Stevenage | Griffin Park                               |  |
| 15:00                 | Dallas 77' · Judge 90' | Chi tiết BBC BFC Highlights trên YouTube |           | Lượng khán giả: 11.393 Trọng tài: Phillips |  |

### Đội hình ra sân từng vòng đấu
| Ngày     | Đối thủ       | V | Tỉ số |  | 1      | 2           | 3           | 4          | 5           | 6           | 7          | 8            | 9           | 10         | 11         |  | 12       | 13         | 14         | 15          | 16          | 17          | 18          |
| 03/8/13  | Port Vale     | A | 1-1   |  | Button | O'Connor(c) | Dean        | Logan      | Bidwell     | McAleny1    | Forshaw2   | McCormack    | Saville     | Donaldson  | Grigg      |  | Bonham   | Nugent     | Venta      | Saunders    | Fillo1      | Reeves2     | Hayes       |
| 10/8/13  | Sheff Utd     | H | 3-1   |  | Button | Craig(c)    | Dean        | Logan      | Bidwell     | McAleny1    | Forshaw    | McCormack2   | Saville     | Donaldson  | Grigg3     |  | Bonham   | O'Connor   | Venta      | Saunders    | Fillo1      | Reeves2     | El Alagui3  |
| 17/8/13  | Gillingham    | A | 1-1   |  | Button | Craig(c)    | Dean        | Logan      | Bidwell1    | Diagouraga2 | Forshaw    | McCormack    | Saville     | Donaldson  | Grigg3     |  | Bonham   | O'Connor   | Venta1     | Saunders    | Fillo       | McAleny2    | El Agagui3  |
| 24/8/13  | Walsall       | H | 1-0   |  | Button | Craig(c)    | Dean        | Logan      | Barron      | McAleny1    | Forshaw    | McCormack    | Saville     | Donaldson  | Fillo2     |  | Bonham   | O'Connor   | Venta      | Saunders3   | Diagouraga  | Reeves2     | El Alagui13 |
| 31/8/13  | Carlisle      | H | 0-0   |  | Button | Craig(c)    | Dean        | Logan      | Barron      | Saunders2   | Forshaw    | McCormack    | Saville3    | Donaldson  | El Alagui1 |  | Bonham   | O'Connor   | Dallas     | Fillo       | Diagouraga3 | Reeves2     | Grigg1      |
| 7/9/13   | Bradford City | A | 0-4   |  | Button | Craig(c)    | Dean        | Logan      | O'Connor(c) | Reeves      | Forshaw    | Fillo        | Saville2    | Donaldson  | Trotta1    |  | Bonham1  | Venta      | Nugent     | Saunders    | Dallas2     | Diagouraga  | El Alagui   |
| 14/9/13  | Tranmere      | A | 4-3   |  | Lee    | Craig(c)    | Dean        | Logan      | Taylor      | Diagouraga  | Forshaw    | McCormack1   | Saville3    | Donaldson  | Grigg2     |  | O'Brien  | O'Connor   | Fillo1     | Reeves      | Teixeira3   | El Alagui   | Trotta2     |
| 23/9/13  | Leyton Orient | H | 0-2   |  | Lee    | Craig(c)    | Dean        | Logan      | Taylor      | Diagouraga  | Forshaw    | McCormack3   | Fillo1      | Donaldson  | Grigg2     |  | O'Brien  | O'Connor   | Dallas3    | Reeves      | Teixeira1   | El Alagui   | Trotta2     |
| 29/9/13  | Coventry      | A | 2-0   |  | Lee    | Craig(c)    | Dean        | Logan      | Taylor      | Diagouraga  | Forshaw    | McCormack3   | Fillo1      | Donaldson  | Grigg2     |  | O'Brien  | O'Connor   | Saunders1  | Reeves3     | Teixeira    | El Alagui2  | Trotta      |
| 5/10/13  | Rotherham     | H | 0-1   |  | Button | Craig(c)    | Dean        | Logan      | Taylor      | Diagouraga2 | Forshaw    | McCormack3   | Saunders    | Donaldson  | Trotta1    |  | Lee      | Saville3   | Nugent     | Fillo       | Douglas     | Grigg1      | El Alagui2  |
| 12/10/13 | Stevenage     | A | 1-2   |  | Button | Taylor1     | Dean        | Logan3     | Bidwell     | Diagouraga  | Forshaw    | McCormack(c) | Douglas     | Donaldson  | Trotta2    |  | Lee      | Craig1     | El Alagui  | Saville3    | Fillo       | Nugent      | Norris2     |
| 19/10/13 | Colchester    | H | 3-1   |  | Button | Craig(c)    | Dean        | McCormack  | Bidwell     | Grigg2      | Forshaw1   | Douglas      | Saville     | Donaldson  | Trotta3    |  | Lee      | Saunders1  | El Agagui3 | Logan       | Diagouraga  | Harris2     | Nugent      |
| 22/10/13 | Bristol City  | A | 2-1   |  | Lee    | Craig(c)    | Dean        | McCormack  | Bidwell     | Harris2     | Forshaw    | Douglas      | Saville     | Donaldson  | Grigg1     |  | O'Brien  | Saunders2  | El Alagui  | Logan       | Diagouraga  | Trotta1     | Taylor      |
| 26/10/13 | Shrewsbury    | H | 1-0   |  | Button | Craig(c)    | Dean        | McCormack  | Bidwell     | Harris1     | Forshaw3   | Douglas      | Saville     | Donaldson  | Trotta2    |  | Lee      | Saunders1  | El Alagui  | Grigg3      | Logan       | Diagouraga2 | Taylor      |
| 2/11/13  | Crawley Town  | A | 1-0   |  | Button | Craig(c)    | Dean        | McCormack  | Bidwell     | Harris2     | Forshaw    | Douglas      | Saville1    | Donaldson  | Trotta3    |  | Lee      | Saunders2  | El Alagui  | Grigg3      | Logan       | Diagouraga1 | Nugent      |
| 16/11/13 | Crewe         | H | 5-0   |  | Button | Craig(c)    | Dean        | McCormack  | Bidwell     | Harris1     | Forshaw3   | Douglas      | Saville     | Donaldson  | Trotta2    |  | O'Brien  | El Alagui2 | Grigg1     | Logan       | Diagouraga  | Reeves3     | Nugent      |
| 23/11/13 | Wolves        | A | 0-0   |  | Button | Craig(c)    | Dean        | McCormack  | Bidwell     | Harris1     | Forshaw    | Douglas      | Saville3    | Donaldson  | Trotta2    |  | Lee      | Saunders2  | El Alagui  | Grigg1      | Logan       | Diagouraga3 | Nugent      |
| 26/11/13 | Peterborough  | H | 3-2   |  | Button | Craig(c)    | Dean        | McCormack  | Bidwell     | Harris2     | Forshaw    | Douglas      | Saville3    | Donaldson  | Trotta1    |  | Lee      | Saunders3  | El Alagui2 | Grigg1      | Logan       | Diagouraga  | Fillo       |
| 30/11/13 | Notts County  | A | 1-0   |  | Button | Craig(c)    | Dean        | McCormack2 | Bidwell     | Harris3     | Forshaw    | Douglas      | Diagouraga1 | Donaldson  | Grigg      |  | Lee      | Saunders3  | El Alagui  | Logan2      | Saville1    | Nugent      | Trotta      |
| 14/12/13 | Oldham        | H | 1-0   |  | Button | Craig(c)    | Dean        | McCormack  | Bidwell     | Harris1     | Forshaw    | Douglas      | Saville3    | Donaldson  | Grigg2     |  | Lee      | O'Connor   | Saunders1  | El Alagui3  | Logan       | Reeves      | Trotta2     |
| 21/12/13 | Preston NE    | A | 3-0   |  | Button | Craig(c)    | Dean        | McCormack  | Bidwell     | Harris1     | Forshaw    | Douglas      | Saville3    | Donaldson  | Trotta2    |  | Lee      | O'Connor   | Saunders1  | El Alagui   | Grigg2      | Logan       | Reeves3     |
| 26/12/13 | Swindon Town  | H | 3-2   |  | Button | Craig(c)    | Dean        | McCormack  | Bidwell     | Saunders2   | Forshaw    | Douglas      | Grigg1      | Donaldson  | Trotta3    |  | Lee      | O'Connor   | El Alagui3 | Logan       | Dallas1     | Diagouraga  | Reeves2     |
| 29/12/13 | MK Dons       | H | 3-1   |  | Button | Craig(c)    | Dean        | McCormack2 | Bidwell     | Saunders    | Forshaw1   | Douglas      | Saville     | Donaldson  | Trotta3    |  | Lee      | O'Connor   | El Alagui3 | Logan2      | Dallas1     | Fillo       | Diagouraga  |
| 1/1/14   | Peterborough  | A | 3-1   |  | Button | Craig(c)    | Dean        | McCormack  | Bidwell     | Saunders2   | Forshaw    | Douglas1     | Reeves3     | Donaldson  | Trotta     |  | Lee      | O'Connor   | El Alagui  | Logan3      | Dallas2     | Fillo       | Diagouraga1 |
| 11/1/14  | Port Vale     | H | 2-0   |  | Button | Craig       | O'Connor(c) | Logan      | Bidwell     | Saunders2   | McCormack  | Judge1       | Saville     | Donaldson  | Trotta     |  | Lee      | Barron     | Grigg2     | Dallas      | Fillo       | Diagouraga  | Reeves1     |
| 18/1/14  | Walsall       | A | 1-1   |  | Button | Craig       | O'Connor(c) | McCormack  | Bidwell     | Judge1      | Grigg2     | Douglas      | Saville     | Donaldson  | Trotta3    |  | Lee      | Logan1     | Dallas3    | Diagouraga  | Reeves      | Akpom2      | Adams       |
| 24/1/14  | Gillingham    | H | 2-1   |  | Button | Craig       | O'Connor(c) | Logan      | Bidwell     | Judge       | McCormack  | Douglas      | Saville     | Donaldson  | Trotta1    |  | Lee      | Grigg      | Dallas     | Diagouraga  | Reeves      | Akpom1      | Adams       |
| 28/1/14  | Bristol City  | H | 3-1   |  | Button | Craig       | O'Connor(c) | Logan      | Bidwell     | Judge3      | McCormack1 | Douglas      | Saville     | Donaldson  | Trotta2    |  | Lee      | Grigg3     | Dallas     | Diagouraga  | Reeves1     | Akpom2      | Yennaris    |
| 1/2/14   | Shrewsbury    | A | 1-1   |  | Button | Craig(c)    | Dean        | Yennaris1  | Bidwell     | Judge3      | McCormack  | Douglas      | Saville     | Donaldson  | Trotta2    |  | Lee      | O'Connor   | Forshaw1   | Grigg3      | Dallas      | Reeves      | Akpom2      |
| 15/2/14  | Crewe         | A | 3-1   |  | Button | Craig(c)    | Dean        | McCormack  | Bidwell     | Judge3      | Forshaw2   | Douglas      | Saville     | Donaldson  | Trotta1    |  | Lee      | O'Connor   | Grigg1     | Dallas3     | Reeves2     | Tarkowski   | Yennaris    |
| 22/2/14  | Wolves        | H | 0-3   |  | Button | Craig(c)    | Dean        | McCormack  | Bidwell     | Judge       | Forshaw    | Douglas      | Saville1    | Donaldson  | Trotta     |  | Lee      | O'Connor   | Grigg1     | Dallas      | Reeves      | Tarkowski   | Yennaris    |
| 1/3/14   | Carlisle      | A | 0-0   |  | Button | Craig       | Tarkowski   | Yennaris   | Bidwell     | Judge       | Forshaw    | Douglas      | Saville     | Donaldson  | Trotta1    |  | Lee      | O'Connor   | Grigg1     | Fillo       | Reeves      | Calvet      | Hutton      |
| 8/3/14   | Bradford      | H | 2-0   |  | Button | Craig       | Tarkowski   | McCormack  | Bidwell     | Judge       | Forshaw1   | Douglas      | Saville     | Donaldson3 | Grigg2     |  | Lee      | O'Connor   | Dallas3    | Fillo       | Reeves1     | Yennaris    | Trotta2     |
| 11/3/14  | Tranmere      | H | 2-0   |  | Button | Craig       | Tarkowski   | McCormack  | Bidwell     | Judge3      | Reeves     | Douglas      | Saville2    | Donaldson  | Grigg1     |  | Lee      | O'Connor   | Forshaw2   | Dallas      | Yennaris    | Trotta1     | Adams3      |
| 15/3/14  | Leyton Orient | A | 1-0   |  | Button | Craig       | Tarkowski   | McCormack  | Bidwell     | Judge       | Forshaw    | Douglas      | Saville     | Donaldson  | Trotta1    |  | Lee      | Dean1      | Grigg      | Dallas      | Reeves      | Yennaris    | Adams       |
| 22/3/14  | Coventry      | H | 3-1   |  | Button | Craig       | Dean        | McCormack  | Bidwell     | Judge3      | Reeves2    | Douglas      | Saville1    | Donaldson  | Trotta     |  | Lee      | O'Connor   | Forshaw2   | Grigg       | Dallas3     | Yennaris1   | Adams       |
| 25/3/14  | Rotherham     | A | 0-3   |  | Button | Craig       | Dean        | McCormack  | Bidwell     | Judge3      | Forshaw1   | Douglas      | Reeves      | Donaldson  | Trotta2    |  | Lee      | O'Connor   | Grigg2     | Dallas      | Tarkowski   | Yennaris1   | Adams3      |
| 29/3/14  | Oldham        | A | 0-0   |  | Button | Yennaris2   | Dean        | Tarkowski  | Bidwell     | Judge3      | Forshaw    | Douglas      | McCormack   | Donaldson  | Grigg1     |  | Lee      | O'Connor   | Craig      | Dallas3     | Diagouraga2 | Reeves      | Trotta1     |
| 1/4/14   | Sheff Utd     | A | 0-0   |  | Button | Craig       | Tarkowski   | McCormack  | Bidwell     | Judge2      | Forshaw    | Douglas      | Diagouraga1 | Donaldson  | Trotta     |  | Lee      | Dean       | Grigg      | Dallas2     | Saville1    | Reeves      | Yennaris    |
| 5/4/14   | Notts County  | H | 3-1   |  | Button | Craig       | Tarkowski1  | McCormack  | Bidwell     | Judge       | Forshaw2   | Douglas      | Diagouraga  | Donaldson3 | Dallas     |  | Dean1    | Grigg3     | Bonham     | Saville2    | Reeves      | Yennaris    | Trotta      |
| 8/4/14   | Crawley       | H | 1-0   |  | Button | Craig       | Tarkowski   | McCormack  | Bidwell     | Judge2      | Forshaw3   | Douglas      | Saville1    | Donaldson  | Dallas     |  | O'Connor | Dean       | Grigg      | Bonham      | Diagouraga3 | Reeves1     | Trotta2     |
| 12/4/14  | Swindon       | A | 0-1   |  | Button | Craig       | Tarkowski   | McCormack  | Bidwell3    | Judge       | Forshaw    | Douglas      | Diagouraga1 | Donaldson  | Trotta2    |  | Lee      | Dean       | Grigg3     | Dallas2     | Saville1    | Reeves      | Yennaris    |
| 18/4/14  | Preston       | H | 1-0   |  | Button | Craig       | Tarkowski   | McCormack  | Bidwell     | Judge       | Dallas2    | Douglas      | Saville3    | Donaldson  | Trotta1    |  | Lee      | O'Connor   | Grigg2     | Diagouraga3 | Reeves1     | Yennaris    | Adams       |
| 21/4/14  | MK Dons       | A | 2-2   |  | Button | Craig       | Tarkowski1  | Yennaris   | Bidwell     | Judge2      | Forshaw    | Douglas3     | Dallas      | Donaldson  | Grigg      |  | Lee      | O'Connor1  | Saville2   | Diagouraga3 | Reeves      | Trotta      | Adams       |
| 26/4/14  | Colchester    | A | 1-4   |  | Button | Craig       | Tarkowski   | McCormack3 | Yennaris2   | Judge       | Dallas     | Douglas      | Saville     | Donaldson  | Trotta1    |  | Lee      | O'Connor3  | Grigg      | Diagouraga  | Reeves      | Adams1      | Clarke2     |
| 3/5/14   | Stevenage     | H | 2-0   |  | Button | Craig1      | Tarkowski   | McCormack  | Bidwell     | Judge       | Dallas     | Douglas      | Saville3    | Donaldson2 | Reeves     |  | Lee      | O'Connor1  | Grigg      | Diagouraga  | Yennaris3   | Trotta2     | Adams       |

1 thay người thứ 1, 2 thay người thứ 2, 3 thay người thứ 3

Nguồn: brentfordfc.co.uk Lưu trữ ngày 10 tháng 4 năm 2017 tại Wayback Machine

### Tổng quan tỉ số
| Đối thủ                 | Tỉ số sân nhà | Tỉ số sân khách | Cú đúp |
| ----------------------- | ------------- | --------------- | ------ |
| Bradford City           | 2-0           | 0-4             | Không  |
| Bristol City            | 3-1           | 2-1             | Có     |
| Carlisle United         | 0-0           | 0-0             | Không  |
| Colchester United       | 3-1           | 1-4             | Không  |
| Coventry City           | 3-1           | 2-0             | Có     |
| Crawley Town            | 1-0           | 1-0             | Có     |
| Crewe Alexandra         | 5-0           | 3-1             | Có     |
| Gillingham              | 2-1           | 1-1             | Không  |
| Leyton Orient           | 0-2           | 1-0             | Không  |
| Milton Keynes Dons      | 3-1           | 2-2             | Không  |
| Notts County            | 3-1           | 1-0             | Có     |
| Oldham Athletic         | 1-0           | 0-0             | Không  |
| Peterborough United     | 3-2           | 3-1             | Có     |
| Port Vale               | 2-0           | 1-1             | Không  |
| Preston North End       | 1-0           | 3-0             | Có     |
| Rotherham United        | 0-1           | 0-3             | Không  |
| Sheffield United        | 3-1           | 0-0             | Không  |
| Shrewsbury Town         | 1-0           | 1-1             | Không  |
| Stevenage               | 2-0           | 1-2             | Không  |
| Swindon Town            | 3-2           | 0-1             | Không  |
| Tranmere Rovers         | 2-0           | 4-3             | Có     |
| Walsall                 | 1-0           | 1-1             | Không  |
| Wolverhampton Wanderers | 0-3           | 0-0             | Không  |

## Cúp FA

### Trận đấu
Thắng
      Hòa
      Thua
      Hoãn
| 9 tháng 11 năm 2013 Vòng Một | Brentford                                                                    | 5-0              | Staines Town | Griffin Park                            |  |
| 15:00                        | McCormack 21' (pen) · Reeves 35' · Harris 38' · Trotta 90' · Donaldson 90+2' | Chi tiết BBC BFC |              | Lượng khán giả: 5.263 Trọng tài: Ruston |  |

| 7 tháng 12 năm 2013 Vòng Hai | Carlisle United                     | 3-2                   | Brentford                            | Brunton Park                             |  |
| 15:00                        | Berrett 45' · Miller 73', 77' (pen) | Chi tiết BBC BFC CUFC | Chimbonda 63' (l.n.) · El Alagui 86' | Lượng khán giả: 2.581 Trọng tài: Woolmer |  |

### Đội hình ra sân từng vòng đấu
| Ngày    | Đối thủ         | V | Tỉ số |  | 1      | 2        | 3      | 4         | 5       | 6           | 7       | 8        | 9        | 10        | 11      |  | 12       | 13         | 14         | 15    | 16    | 17          | 18      |
| 9/11/13 | Staines Town    | H | 5-0   |  | Button | Craig(c) | Nugent | McCormack | Bidwell | Harris3     | Reeves  | Douglas1 | Saville  | Donaldson | Trotta2 |  | Saunders | El Alagui3 | Grigg2     | Logan | Fillo | Diagouraga1 | O'Brien |
| 7/12/13 | Carlisle United | A | 2-3   |  | Lee    | Craig(c) | Dean   | McCormack | Bidwell | Diagouraga1 | Forshaw | Grigg    | Saville3 | Donaldson | Trotta2 |  | Button   | Saunders3  | El Alagui2 | Logan | Fillo | Reeves1     | Nugent  |

1 thay người thứ 1, 2 thay người thứ 2, 3 thay người thứ 3

Nguồn: brentfordfc.co.uk Lưu trữ ngày 10 tháng 4 năm 2017 tại Wayback Machine

## League Cup

### Trận đấu
Thắng
      Hòa
      Thua
      Hoãn
| 6 tháng 8 năm 2013 Vòng Một | Brentford                      | 3-2                    | Dagenham & Redbridge          | Griffin Park                            |  |
| 19:45                       | El Alagui 62', 90' · Fillo 64' | Chi tiết BBC BFC D&RFC | Nugent 18' (l.n.) · Scott 81' | Lượng khán giả: 3.586 Trọng tài: Miller |  |

| 27 tháng 8 năm 2013 Vòng Hai | Derby County                                   | 5-0              | Brentford | Pride Park            |  |
| 19:45                        | Martin 19', 77' · Sammon 36', 71' · Hughes 38' | Chi tiết BBC BFC |           | Lượng khán giả: 9.076 |  |

### Đội hình ra sân từng vòng đấu
| Ngày    | Đối thủ              | V | Tỉ số |  | 1      | 2            | 3       | 4     | 5      | 6         | 7      | 8          | 9      | 10         | 11     |  | 12      | 13      | 14      | 15      | 16     | 17            | 18      |
| 06/8/13 | Dagenham & Redbridge | H | 3-2   |  | Bonham | O'Connor(c)1 | Barron  | Venta | Nugent | Saunders  | Dallas | Fillo      | Reeves | Oyeleke2   | Hayes  |  | Button  | Craig1  | Pierre  | Adams   | Clarke | El Alagui2    | Norris  |
| 27/8/13 | Derby County         | A | 0-5   |  | Bonham | O'Connor(c)  | Barron1 | Venta | Nugent | Saunders3 | Dallas | Diagouraga | Reeves | El Alagui2 | Clarke |  | O'Brien | Saville | Mawson3 | Pierre1 | Adams  | Miller-Rodney | Norris2 |

1 thay người thứ 1, 2 thay người thứ 2, 3 thay người thứ 3

Nguồn: brentfordfc.co.uk Lưu trữ ngày 10 tháng 4 năm 2017 tại Wayback Machine

## Football League Trophy

### Trận đấu
Thắng
      Hòa
      Thua
      Hoãn
| 3 tháng 9 năm 2013 Vòng Một | Brentford                                                | 5-3                                           | AFC Wimbledon                           | Griffin Park                             |  |
| 19:00                       | El Alagui 42', 54' · Norris 52' · Nugent 64' · Venta 69' | Chi tiết BBC BFC AFCW Highlights trên YouTube | Fenlon 56' · Francomb 82' · Sweeney 90' | Lượng khán giả: 4.189 Trọng tài: Collins |  |

| 8 tháng 10 năm 2013 Vòng Hai | Peterborough United                 | 2-1                                                  | Brentford  | London Road                             |  |
| 19:45                        | Taylor 18' (o.g) · McCann 70' (pen) | Chi tiết Sky Sports BFC PUFC Highlights trên YouTube | Nugent 80' | Lượng khán giả: 5.261 Trọng tài: Davies |  |

### Đội hình ra sân từng vòng đấu
| Ngày    | Đối thủ             | V | Tỉ số |  | 1      | 2           | 3       | 4       | 5      | 6        | 7       | 8         | 9          | 10         | 11     |  | 12         | 13     | 14      | 15      | 16      |
| 4/9/13  | AFC Wimbledon       | H | 5-3   |  | Button | O'Connor(c) | Barron3 | Logan2  | Nugent | Saunders | Dallas  | Saville1  | Diagouraga | El Alagui  | Norris |  | O'Brien    | Venta2 | Bidwell | Reeves1 | Pierre3 |
| 8/10/13 | Peterborough United | A | 1-2   |  | Button | Bidwell     | Calvet  | Taylor2 | Craig  | Saville  | Douglas | Saunders3 | Fillo1     | Diagouraga | Trotta |  | El Alagui3 | Logan  | Reeves  | Nugent2 | Clarke1 |

1 thay người thứ 1, 2 thay người thứ 2, 3 thay người thứ 3

Nguồn: brentfordfc.co.uk Lưu trữ ngày 10 tháng 4 năm 2017 tại Wayback Machine

## Đội hình đội một
Tuổi của cầu thủ tính đến ngày bắt đầu của mùa giải 2013-14.
| Số áo                                                                             | Tên                      | Quốc tịch        | Vị trí                 | Ngày sinh (tuổi)            | Kí hợp đồng từ       | Năm kí hợp đồng | Ghi chú                                                      |
| Thủ môn                                                                           | Thủ môn                  | Thủ môn          | Thủ môn                | Thủ môn                     | Thủ môn              | Thủ môn         | Thủ môn                                                      |
| --------------------------------------------------------------------------------- | ------------------------ | ---------------- | ---------------------- | --------------------------- | -------------------- | --------------- | ------------------------------------------------------------ |
| 1                                                                                 | Richard Lee              | Anh              | GK                     | 5 tháng 10, 1982 (30 tuổi)  | Watford              | 2010            |                                                              |
| 16                                                                                | Jack Bonham              | Cộng hòa Ireland | GK                     | 14 tháng 9, 1993 (19 tuổi)  | Watford              | 2013            | Cho mượn đến Arlesey Town                                    |
| 27                                                                                | David Button             | Anh              | GK                     | 27 tháng 2, 1989 (24 tuổi)  | Charlton Athletic    | 2013            |                                                              |
| 21                                                                                | Liam O'Brien             | Anh              | GK                     | 30 tháng 11, 1991 (21 tuổi) | Không có             | 2013            |                                                              |
| Hậu vệ                                                                            |                          |                  |                        |                             |                      |                 |                                                              |
| 3                                                                                 | Scott Barron             | Anh              | LB                     | 2 tháng 9, 1985 (27 tuổi)   | Millwall             | 2012            |                                                              |
| 5                                                                                 | Tony Craig               | Anh              | LB / CB                | 20 tháng 4, 1985 (28 tuổi)  | Millwall             | 2012            |                                                              |
| 6                                                                                 | Harlee Dean              | Anh              | CB                     | 26 tháng 7, 1991 (22 tuổi)  | Southampton          | 2012            |                                                              |
| 14                                                                                | Shaleum Logan            | Anh              | RB / RW                | 29 tháng 7, 1988 (25 tuổi)  | Manchester City      | 2011            | Cho mượn đến Aberdeen                                        |
| 24                                                                                | Jake Bidwell             | Anh              | LB / LW                | 21 tháng 3, 1991 (22 tuổi)  | Everton              | 2013            |                                                              |
| 25                                                                                | Raphaël Calvet           | Pháp             | CB                     | 7 tháng 2, 1994 (19 tuổi)   | AJ Auxerre           | 2013            |                                                              |
| 26                                                                                | James Tarkowski          | Anh              | CB                     | 19 tháng 11, 1992 (20 tuổi) | Oldham Athletic      | 2014            |                                                              |
| 28                                                                                | Nico Yennaris            | Trung Quốc       | RB / CM                | 24 tháng 5, 1993 (20 tuổi)  | Arsenal              | 2014            |                                                              |
| 31                                                                                | Aaron Pierre             | Grenada          | CB                     | 17 tháng 2, 1993 (20 tuổi)  | Học viện             | 2011            | Cho mượn đến Cambridge United và Wycombe Wanderers           |
| 35                                                                                | Alfie Mawson             | Anh              | LB / CB                | 19 tháng 1, 1994 (19 tuổi)  | Học viện             | 2012            | Cho mượn đến Maidenhead United, Luton Town và Welling United |
| Tiền vệ                                                                           |                          |                  |                        |                             |                      |                 |                                                              |
| 2                                                                                 | Kevin O'Connor (captain) | Cộng hòa Ireland | CM / AM / RW / RB / CB | 24 tháng 2, 1982 (31 tuổi)  | Học viện             | 1999            |                                                              |
| 4                                                                                 | Adam Forshaw             | Anh              | RW / CM / AM           | 8 tháng 10, 1991 (21 tuổi)  | Everton              | 2012            |                                                              |
| 7                                                                                 | Sam Saunders             | Anh              | AM                     | 29 tháng 8, 1983 (29 tuổi)  | Dagenham & Redbridge | 2009            |                                                              |
| 8                                                                                 | Jonathan Douglas         | Cộng hòa Ireland | DM                     | 12 tháng 11, 1981 (31 tuổi) | Swindon Town         | 2011            |                                                              |
| 12                                                                                | Alan McCormack           | Cộng hòa Ireland | CM / RB                | 10 tháng 1, 1984 (29 tuổi)  | Swindon Town         | 2013            |                                                              |
| 15                                                                                | Stuart Dallas            | Bắc Ireland      | AM                     | 19 tháng 4, 1991 (22 tuổi)  | Crusaders            | 2012            | Cho mượn đến Northampton Town                                |
| 17                                                                                | George Saville           | Bắc Ireland      | LW / CM                | 1 tháng 6, 1993 (20 tuổi)   | Chelsea              | 2013            | Mượn từ Chelsea                                              |
| 18                                                                                | Alan Judge               | Cộng hòa Ireland | AM                     | 11 tháng 11, 1988 (24 tuổi) | Blackburn Rovers     | 2014            | Mượn từ Blackburn Rovers                                     |
| 19                                                                                | Martin Fillo             | Cộng hòa Séc     | RW                     | 7 tháng 2, 1986 (27 tuổi)   | FC Viktoria Plzeň    | 2013            | Mượn từ FC Viktoria Plzeň                                    |
| 20                                                                                | Toumani Diagouraga       | Pháp             | CM                     | 9 tháng 6, 1987 (26 tuổi)   | Peterborough United  | 2010            | Cho mượn đến Portsmouth                                      |
| 22                                                                                | Jake Reeves              | Anh              | CM                     | 30 tháng 5, 1993 (20 tuổi)  | Học viện             | 2011            |                                                              |
| 30                                                                                | Emmanuel Oyeleke         | Anh              | RW                     | 24 tháng 12, 1992 (20 tuổi) | Học viện             | 2010            | Cho mượn đến Aldershot Town                                  |
| 32                                                                                | Charlie Adams            | Anh              | LW / CM                | 16 tháng 5, 1994 (19 tuổi)  | Học viện             | 2011            | Cho mượn đến Barnet                                          |
| 34                                                                                | Josh Clarke              | Anh              | RW                     | 1 tháng 7, 1994 (19 tuổi)   | Học viện             | 2011            | Cho mượn đến Maidenhead United và Braintree Town             |
| 36                                                                                | Tyrell Miller-Rodney     | Anh              | CM                     | 23 tháng 4, 1994 (19 tuổi)  | Học viện             | 2011            | Cho mượn đến Maidenhead United                               |
| 38                                                                                | Louis Hutton             | Anh              | CM                     | 9 tháng 9, 1994 (18 tuổi)   | Manchester City      | 2014            |                                                              |
| Tiền đạo                                                                          |                          |                  |                        |                             |                      |                 |                                                              |
| 9                                                                                 | Clayton Donaldson        | Jamaica          | ST                     | 7 tháng 2, 1984 (29 tuổi)   | Crewe Alexandra      | 2011            |                                                              |
| 10                                                                                | Farid El Alagui          | Maroc            | ST                     | 28 tháng 8, 1985 (27 tuổi)  | Falkirk              | 2012            | Cho mượn đến Dundee United                                   |
| 11                                                                                | Will Grigg               | Bắc Ireland      | ST                     | 3 tháng 7, 1991 (22 tuổi)   | Walsall              | 2013            |                                                              |
| 29                                                                                | Marcello Trotta          | Ý                | ST                     | 29 tháng 9, 1992 (20 tuổi)  | Fulham               | 2013            | Mượn từ Fulham                                               |
| 33                                                                                | Luke Norris              | Anh              | ST                     | 3 tháng 6, 1993 (20 tuổi)   | Học viện             | 2010            | Cho mượn đến Northampton Town và Dagenham & Redbridge        |
| Cầu thủ xuất hiện trong mùa giải 2013-14 nhưng rời đi trước khi mùa giải kết thúc |                          |                  |                        |                             |                      |                 |                                                              |
| 18                                                                                | Javi Venta               | Tây Ban Nha      | RB                     | 13 tháng 12, 1975 (37 tuổi) | Villarreal           | 2013            | Giải phóng hợp đồng                                          |
| 23                                                                                | Paul Hayes               | Anh              | ST                     | 20 tháng 9, 1983 (29 tuổi)  | Charlton Athletic    | 2012            | Cho mượn đến Plymouth Argyle, giải phóng hợp đồng            |
| 23                                                                                | Chuba Akpom              | Anh              | ST                     | 9 tháng 10, 1995 (17 tuổi)  | Arsenal              | 2014            | Trở lại Arsenal sau khi mượn                                 |
| 25                                                                                | Conor McAleny            | Anh              | ST                     | 12 tháng 8, 1992 (20 tuổi)  | Everton              | 2013            | Trở lại Everton sau khi mượn                                 |
| 26                                                                                | João Carlos Teixeira     | Bồ Đào Nha       | CM                     | 18 tháng 1, 1993 (20 tuổi)  | Liverpool            | 2013            | Trở lại Liverpool sau khi mượn                               |
| 26                                                                                | Kadeem Harris            | Anh              | LW                     | 8 tháng 6, 1993 (20 tuổi)   | Cardiff City         | 2013            | Trở lại Cardiff City sau khi mượn                            |
| 28                                                                                | Ben Nugent               | Anh              | CB                     | 23 tháng 7, 1993 (20 tuổi)  | Cardiff City         | 2013            | Trở lại Cardiff City sau khi mượn                            |
| 38                                                                                | Martin Taylor            | Anh              | CB                     | 9 tháng 11, 1979 (33 tuổi)  | Sheffield Wednesday  | 2013            | Trở lại Sheffield Wednesday                                  |

Nguồn: soccerbase.com

## Ban huấn luyện
Cập nhật gần đây nhất 10 tháng 1 năm 2014
| Tên             | Chức vụ                 |
| --------------- | ----------------------- |
| Mark Warburton  | Huấn luyện viên         |
| David Weir      | Trợ lý Huấn luyện viên  |
| Frank McParland | Giám đốc thể thao       |
| Simon Royce     | Huấn luyện viên thủ môn |
| Ben Wood        | Bác sĩ vật lý trị liệu  |
| Neil Greig      | Trưởng bộ phận Y tế     |
| Bob Oteng       | Kit Man                 |

## Thống kê

### Số trận và bàn thắng
Cập nhật gần đây nhất 31 tháng 5 năm 2014
| Số                                                                | VT | QT               | Cầu thủ              | Tổng số | Tổng số | League One | League One | Cúp FA | Cúp FA | League Cup | League Cup | FL Trophy | FL Trophy |
| Số                                                                | VT | QT               | Cầu thủ              | Trận    | Bàn     | Trận       | Bàn        | Trận   | Bàn    | Trận       | Bàn        | Trận      | Bàn       |
| ----------------------------------------------------------------- | -- | ---------------- | -------------------- | ------- | ------- | ---------- | ---------- | ------ | ------ | ---------- | ---------- | --------- | --------- |
| 1                                                                 | TM | Anh              | Richard Lee          | 5       | 0       | 4          | 0          | 1      | 0      | 0          | 0          | 0         | 0         |
| 2                                                                 | HV | Cộng hòa Ireland | Kevin O'Connor       | 12      | 0       | 6+3        | 0          | 0      | 0      | 2          | 0          | 1         | 0         |
| 3                                                                 | HV | Anh              | Scott Barron         | 5       | 0       | 2          | 0          | 0      | 0      | 2          | 0          | 1         | 0         |
| 4                                                                 | TV | Anh              | Adam Forshaw         | 40      | 8       | 36+3       | 8          | 1      | 0      | 0          | 0          | 0         | 0         |
| 5                                                                 | HV | Anh              | Tony Craig           | 48      | 0       | 43+1       | 0          | 2      | 0      | 1          | 0          | 1         | 0         |
| 6                                                                 | HV | Anh              | Harlee Dean          | 33      | 0       | 30+2       | 0          | 1      | 0      | 0          | 0          | 0         | 0         |
| 7                                                                 | TV | Anh              | Sam Saunders         | 22      | 5       | 6+11       | 5          | 0+1    | 0      | 2          | 0          | 2         | 0         |
| 8                                                                 | TV | Cộng hòa Ireland | Jonathan Douglas     | 37      | 3       | 35         | 3          | 1      | 0      | 0          | 0          | 1         | 0         |
| 9                                                                 | TĐ | Jamaica          | Clayton Donaldson    | 48      | 18      | 46         | 17         | 2      | 1      | 0          | 0          | 0         | 0         |
| 10                                                                | TĐ | Maroc            | Farid El Alagui      | 18      | 6       | 1+11       | 1          | 0+2    | 1      | 1+1        | 2          | 1+1       | 2         |
| 11                                                                | TĐ | Bắc Ireland      | Will Grigg           | 36      | 5       | 16+18      | 5          | 1+1    | 0      | 0          | 0          | 0         | 0         |
| 12                                                                | TV | Cộng hòa Ireland | Alan McCormack       | 45      | 2       | 43         | 1          | 2      | 1      | 0          | 0          | 0         | 0         |
| 14                                                                | HV | Anh              | Shaleum Logan        | 19      | 1       | 14+4       | 1          | 0      | 0      | 0          | 0          | 1         | 0         |
| 15                                                                | TV | Bắc Ireland      | Stuart Dallas        | 21      | 2       | 6+12       | 2          | 0      | 0      | 2          | 0          | 1         | 0         |
| 16                                                                | TM | Cộng hòa Ireland | Jack Bonham          | 3       | 0       | 0+1        | 0          | 0      | 0      | 2          | 0          | 0         | 0         |
| 18                                                                | HV | Tây Ban Nha      | Javi Venta           | 4       | 1       | 0+1        | 0          | 0      | 0      | 2          | 0          | 0+1       | 1         |
| 20                                                                | TV | Pháp             | Toumani Diagouraga   | 24      | 0       | 10+9       | 0          | 1+1    | 0      | 1          | 0          | 2         | 0         |
| 21                                                                | TM | Anh              | Liam O'Brien         | 0       | 0       | 0          | 0          | 0      | 0      | 0          | 0          | 0         | 0         |
| 22                                                                | TV | Anh              | Jake Reeves          | 25      | 1       | 6+14       | 0          | 1+1    | 1      | 2          | 0          | 0+1       | 0         |
| 23                                                                | TĐ | Anh              | Paul Hayes           | 1       | 0       | 0          | 0          | 0      | 0      | 1          | 0          | 0         | 0         |
| 24                                                                | HV | Anh              | Jake Bidwell         | 41      | 0       | 38         | 0          | 2      | 0      | 0          | 0          | 1         | 0         |
| 25                                                                | HV | Pháp             | Raphaël Calvet       | 1       | 0       | 0          | 0          | 0      | 0      | 0          | 0          | 1         | 0         |
| 26                                                                | HV | Anh              | James Tarkowski      | 13      | 1       | 13         | 1          | 0      | 0      | 0          | 0          | 0         | 0         |
| 27                                                                | TM | Anh              | David Button         | 45      | 0       | 42         | 0          | 1      | 0      | 0          | 0          | 2         | 0         |
| 28                                                                | TV | Trung Quốc       | Nico Yennaris        | 8       | 0       | 5+3        | 0          | 0      | 0      | 0          | 0          | 0         | 0         |
| 30                                                                | TV | Anh              | Emmanuel Oyeleke     | 1       | 0       | 0          | 0          | 0      | 0      | 1          | 0          | 0         | 0         |
| 31                                                                | HV | Grenada          | Aaron Pierre         | 2       | 0       | 0          | 0          | 0      | 0      | 0+1        | 0          | 0+1       | 0         |
| 32                                                                | TV | Anh              | Charlie Adams        | 3       | 0       | 0+3        | 0          | 0      | 0      | 0          | 0          | 0         | 0         |
| 33                                                                | TĐ | Anh              | Luke Norris          | 3       | 1       | 0+1        | 0          | 0      | 0      | 0+1        | 0          | 1         | 1         |
| 34                                                                | TV | Anh              | Josh Clarke          | 3       | 0       | 0+1        | 0          | 0      | 0      | 1          | 0          | 1         | 0         |
| 35                                                                | HV | Anh              | Alfie Mawson         | 1       | 0       | 0          | 0          | 0      | 0      | 0+1        | 0          | 0         | 0         |
| 36                                                                | TV | Anh              | Tyrell Miller-Rodney | 0       | 0       | 0          | 0          | 0      | 0      | 0          | 0          | 0         | 0         |
| 38                                                                | TV | Anh              | Louis Hutton         | 0       | 0       | 0          | 0          | 0      | 0      | 0          | 0          | 0         | 0         |
| Cầu thủ thuộc biên chế Brentford theo dạng cho mượn mùa giải này: |    |                  |                      |         |         |            |            |        |        |            |            |           |           |
| 17                                                                | TV | Bắc Ireland      | George Saville       | 44      | 3       | 33+7       | 3          | 2      | 0      | 0          | 0          | 2         | 0         |
| 18                                                                | TV | Cộng hòa Ireland | Alan Judge           | 22      | 7       | 22         | 7          | 0      | 0      | 0          | 0          | 0         | 0         |
| 19                                                                | TV | Cộng hòa Séc     | Martin Fillo         | 9       | 1       | 4+3        | 0          | 0      | 0      | 0+1        | 1          | 1         | 0         |
| 23                                                                | TĐ | Anh              | Chuba Akpom          | 4       | 0       | 0+4        | 0          | 0      | 0      | 0          | 0          | 0         | 0         |
| 25                                                                | TĐ | Anh              | Conor McAleny        | 4       | 0       | 3+1        | 0          | 0      | 0      | 0          | 0          | 0         | 0         |
| 26                                                                | TV | Bồ Đào Nha       | João Carlos Teixeira | 2       | 0       | 0+2        | 0          | 0      | 0      | 0          | 0          | 0         | 0         |
| 26                                                                | TV | Anh              | Kadeem Harris        | 11      | 2       | 9+1        | 1          | 1      | 1      | 0          | 0          | 0         | 0         |
| 28                                                                | HV | Anh              | Ben Nugent           | 5       | 2       | 0          | 0          | 1      | 0      | 2          | 0          | 1+1       | 2         |
| 29                                                                | TĐ | Ý                | Marcello Trotta      | 40      | 13      | 28+9       | 12         | 2      | 1      | 0          | 0          | 1         | 0         |
| 38                                                                | HV | Anh              | Martin Taylor        | 6       | 2       | 5          | 2          | 0      | 0      | 0          | 0          | 1         | 0         |

- Nguồn: [cần dẫn nguồn]

- Cầu thủ được liệt kê in nghiêng rời câu lạc bộ giữa mùa giải.

### Cầu thủ ghi bàn
| Số áo   | Vị trí  | Quốc tịch        | Cầu thủ           | FL1 | FAC | FLC | FLT | Tổng |
| ------- | ------- | ---------------- | ----------------- | --- | --- | --- | --- | ---- |
| 9       | FW      | Jamaica          | Clayton Donaldson | 17  | 1   | 0   | 0   | 18   |
| 29      | FW      | Ý                | Marcello Trotta   | 13  | 1   | —   | 0   | 14   |
| 4       | MF      | Anh              | Adam Forshaw      | 8   | 0   | 0   | 0   | 8    |
| 18      | MF      | Cộng hòa Ireland | Alan Judge        | 7   | —   | —   | —   | 7    |
| 10      | FW      | Pháp             | Farid El Alagui   | 1   | 1   | 2   | 2   | 6    |
| 7       | MF      | Anh              | Sam Saunders      | 5   | 0   | 0   | 0   | 5    |
| 11      | FW      | Bắc Ireland      | Will Grigg        | 4   | 0   | 0   | 0   | 4    |
| 17      | MF      | Bắc Ireland      | George Saville    | 4   | 0   | 0   | 0   | 4    |
| 8       | MF      | Cộng hòa Ireland | Jonathan Douglas  | 3   | 0   | 0   | 0   | 3    |
| 26      | DF      | Anh              | James Tarkowski   | 2   | —   | —   | —   | 2    |
| 38      | DF      | Anh              | Martin Taylor     | 2   | —   | —   | 0   | 2    |
| 15      | MF      | Bắc Ireland      | Stuart Dallas     | 2   | 0   | 0   | 0   | 2    |
| 26      | MF      | Anh              | Kadeem Harris     | 1   | 1   | —   | —   | 2    |
| 12      | MF      | Cộng hòa Ireland | Alan McCormack    | 1   | 1   | 0   | 0   | 2    |
| 28      | DF      | Anh              | Ben Nugent        | 0   | 0   | 0   | 2   | 2    |
| 14      | DF      | Anh              | Shaleum Logan     | 1   | 0   | 0   | 0   | 1    |
| 33      | FW      | Anh              | Luke Norris       | 0   | —   | 0   | 1   | 1    |
| 18      | DF      | Tây Ban Nha      | Javi Venta        | 0   | —   | 0   | 1   | 1    |
| 22      | MF      | Anh              | Jake Reeves       | 0   | 1   | 0   | 0   | 1    |
| 19      | MF      | Cộng hòa Séc     | Martin Fillo      | 0   | 0   | 1   | 0   | 1    |
| Đối thủ | Đối thủ | Đối thủ          | Đối thủ           | 2   | 1   | 0   | 0   | 3    |
| Tổng    | Tổng    | Tổng             | Tổng              | 72  | 7   | 3   | 6   | 88   |

- Cầu thủ được liệt kê in nghiêng rời câu lạc bộ giữa mùa giải.
- Nguồn: Soccerbase

### Thẻ phạt
| Số áo | Vị trí | Quốc tịch        | Cầu thủ            | FL1      | FL1    | FAC      | FAC    | FLC      | FLC    | FLT      | FLT    | Tổng     | Tổng   | Điểm |
| Số áo | Vị trí | Quốc tịch        | Cầu thủ            | Thẻ vàng | Thẻ đỏ | Thẻ vàng | Thẻ đỏ | Thẻ vàng | Thẻ đỏ | Thẻ vàng | Thẻ đỏ | Thẻ vàng | Thẻ đỏ | Điểm |
| ----- | ------ | ---------------- | ------------------ | -------- | ------ | -------- | ------ | -------- | ------ | -------- | ------ | -------- | ------ | ---- |
| 6     | DF     | Anh              | Harlee Dean        | 10       | 0      | 0        | 0      | 0        | 0      | 0        | 0      | 10       | 0      | 10   |
| 17    | MF     | Bắc Ireland      | George Saville     | 9        | 0      | 1        | 0      | 0        | 0      | 0        | 0      | 10       | 0      | 10   |
| 5     | DF     | Anh              | Tony Craig         | 7        | 1      | 0        | 0      | 0        | 0      | 0        | 0      | 7        | 1      | 10   |
| 12    | MF     | Cộng hòa Ireland | Alan McCormack     | 9        | 0      | 0        | 0      | 0        | 0      | 0        | 0      | 9        | 0      | 9    |
| 4     | MF     | Anh              | Adam Forshaw       | 5        | 1      | 0        | 0      | 0        | 0      | 0        | 0      | 5        | 1      | 8    |
| 26    | DF     | Anh              | James Tarkowski    | 3        | 1      | —        | —      | —        | —      | —        | —      | 3        | 1      | 6    |
| 18    | MF     | Cộng hòa Ireland | Alan Judge         | 5        | 0      | —        | —      | —        | —      | —        | —      | 5        | 0      | 5    |
| 20    | MF     | Pháp             | Toumani Diagouraga | 5        | 0      | 0        | 0      | 0        | 0      | 0        | 0      | 5        | 0      | 5    |
| 9     | FW     | Jamaica          | Clayton Donaldson  | 5        | 0      | 0        | 0      | 0        | 0      | 0        | 0      | 5        | 0      | 5    |
| 29    | FW     | Ý                | Marcello Trotta    | 4        | 0      | 0        | 0      | —        | —      | 0        | 0      | 4        | 0      | 4    |
| 26    | GK     | Anh              | David Button       | 1        | 1      | 0        | 0      | 0        | 0      | 0        | 0      | 1        | 1      | 4    |
| 7     | MF     | Anh              | Sam Saunders       | 3        | 0      | 0        | 0      | 0        | 0      | 0        | 0      | 3        | 0      | 3    |
| 24    | DF     | Anh              | Jake Bidwell       | 2        | 0      | 0        | 0      | 0        | 0      | 1        | 0      | 3        | 0      | 3    |
| 8     | MF     | Cộng hòa Ireland | Jonathan Douglas   | 2        | 0      | 0        | 0      | 0        | 0      | 1        | 0      | 3        | 0      | 3    |
| 28    | DF     | Trung Quốc       | Nico Yennaris      | 2        | 0      | —        | —      | —        | —      | —        | —      | 2        | 0      | 2    |
| 14    | DF     | Anh              | Shaleum Logan      | 2        | 0      | 0        | 0      | 0        | 0      | 0        | 0      | 2        | 0      | 2    |
| 22    | MF     | Anh              | Jake Reeves        | 1        | 0      | 0        | 0      | 0        | 0      | 0        | 0      | 1        | 0      | 1    |
| 15    | MF     | Bắc Ireland      | Stuart Dallas      | 1        | 0      | 0        | 0      | 0        | 0      | 0        | 0      | 1        | 0      | 1    |
| 10    | FW     | Pháp             | Farid El Alagui    | 0        | 0      | 0        | 0      | 1        | 0      | 0        | 0      | 1        | 0      | 1    |
| 2     | DF     | Cộng hòa Ireland | Kevin O'Connor     | 0        | 0      | 0        | 0      | 1        | 0      | 0        | 0      | 1        | 0      | 1    |
| 25    | DF     | Pháp             | Raphaël Calvet     | 0        | 0      | 0        | 0      | 0        | 0      | 1        | 0      | 1        | 0      | 1    |
| Tổng  | Tổng   | Tổng             | Tổng               | 76       | 4      | 1        | 0      | 2        | 0      | 3        | 0      | 82       | 4      | 94   |

- Cầu thủ được liệt kê in nghiêng rời câu lạc bộ giữa mùa giải.
- Nguồn: Soccerbase

### Quản lý
| Tên                    | Quốc tịch | Từ                   | Đến                  | Mọi đấu trường | Mọi đấu trường | Mọi đấu trường | Mọi đấu trường | Mọi đấu trường | Giải quốc nội | Giải quốc nội | Giải quốc nội | Giải quốc nội | Giải quốc nội |
| Tên                    | Quốc tịch | Từ                   | Đến                  | P              | W              | D              | L              | W %            | P             | W             | D             | L             | W %           |
| ---------------------- | --------- | -------------------- | -------------------- | -------------- | -------------- | -------------- | -------------- | -------------- | ------------- | ------------- | ------------- | ------------- | ------------- |
| Mark Warburton         | Anh       | 10 tháng 12 năm 2013 | nay                  | 27             | 18             | 5              | 4              | 066,67\|       | 27            | 18            | 5             | 4             | 066,67        |
| Đội quản lý tạm quyền1 |           | 7 tháng 12 năm 2013  | 10 tháng 12 năm 2013 | 1              | 0              | 0              | 1              | 000,00\|       | 0             | 0             | 0             | 0             | —             |
| Uwe Rösler             | Đức       | 10 tháng 6 năm 2011  | 7 tháng 12 năm 2013  | 24             | 14             | 4              | 6              | 058,33\|       | 19            | 11            | 4             | 4             | 057,89        |

1Alan Kernaghan, Peter Farrell & Mark Warburton

Nguồn: brentfordfc.co.uk Lưu trữ ngày 10 tháng 4 năm 2017 tại Wayback Machine

### Tóm tắt giải đấu theo tháng
Cập nhật gần đây nhất 8 tháng 4 năm 2014
|                | Tóm tắt | Tóm tắt | Tóm tắt | Tóm tắt | Tóm tắt | Tóm tắt | Tóm tắt | League One | League One | League One | League One | League One | League One | Cúp FA | Cúp FA | Cúp FA | Cúp FA | Cúp FA | League Cup | League Cup | League Cup | League Cup | League Cup | League Trophy | League Trophy | League Trophy | League Trophy | League Trophy |
| Tháng          | St      | T       | H       | B       | BT      | BB      | Đ       | T          | H          | B          | BT         | BB         | Đ          | T      | H      | B      | BT     | BB     | T          | H          | B          | BT         | BB         | T             | H             | B             | BT            | BB            |
| -------------- | ------- | ------- | ------- | ------- | ------- | ------- | ------- | ---------- | ---------- | ---------- | ---------- | ---------- | ---------- | ------ | ------ | ------ | ------ | ------ | ---------- | ---------- | ---------- | ---------- | ---------- | ------------- | ------------- | ------------- | ------------- | ------------- |
| Tháng Tám      | 7       | 3       | 3       | 1       | 9       | 10      | 9       | 2          | 3          | 0          | 6          | 3          | 9          | -      | -      | -      | -      | -      | 1          | 0          | 1          | 3          | 7          | -             | -             | -             | -             | -             |
| Tháng Chín     | 5       | 3       | 0       | 2       | 11      | 12      | 6       | 2          | 0          | 2          | 6          | 9          | 6          | -      | -      | -      | -      | -      | -          | -          | -          | -          | -          | 1             | 0             | 0             | 5             | 3             |
| Tháng Mười     | 6       | 3       | 0       | 3       | 8       | 7       | 9       | 3          | 0          | 2          | 7          | 5          | 9          | -      | -      | -      | -      | -      | -          | -          | -          | -          | -          | 0             | 0             | 1             | 1             | 2             |
| Tháng Mười Một | 6       | 5       | 1       | 0       | 15      | 2       | 13      | 4          | 1          | 0          | 10         | 2          | 13         | 1      | 0      | 0      | 5      | 0      | -          | -          | -          | -          | -          | -             | -             | -             | -             | -             |
| Tháng Mười Hai | 5       | 4       | 0       | 1       | 12      | 6       | 12      | 4          | 0          | 0          | 10         | 3          | 12         | 0      | 0      | 1      | 2      | 3      | -          | -          | -          | -          | -          | -             | -             | -             | -             | -             |
| Tháng Một      | 5       | 4       | 1       | 0       | 11      | 4       | 13      | 4          | 1          | 0          | 11         | 4          | 13         | -      | -      | -      | -      | -      | -          | -          | -          | -          | -          | -             | -             | -             | -             | -             |
| Tháng Hai      | 3       | 1       | 1       | 1       | 4       | 5       | 4       | 1          | 1          | 1          | 4          | 5          | 4          | -      | -      | -      | -      | -      | -          | -          | -          | -          | -          | -             | -             | -             | -             | -             |
| Tháng Ba       | 7       | 4       | 2       | 1       | 8       | 4       | 14      | 4          | 2          | 1          | 8          | 4          | 14         | -      | -      | -      | -      | -      | -          | -          | -          | -          | -          | -             | -             | -             | -             | -             |
| Tháng Tư       | 7       | 3       | 2       | 2       | 8       | 8       | 11      | 3          | 2          | 2          | 8          | 8          | 11         | -      | -      | -      | -      | -      | -          | -          | -          | -          | -          | -             | -             | -             | -             | -             |
| Tháng Năm      | 1       | 1       | 0       | 0       | 2       | 0       | 3       | 1          | 0          | 0          | 2          | 0          | 3          | -      | -      | -      | -      | -      | -          | -          | -          | -          | -          | -             | -             | -             | -             | -             |
| Tổng           | 52      | 31      | 10      | 11      | 88      | 58      | 94      | 28         | 10         | 8          | 72         | 43         | 94         | 1      | 0      | 1      | 7      | 3      | 1          | 0          | 1          | 3          | 7          | 1             | 0             | 1             | 6             | 5             |

## Chuyển nhượng và cho mượn
| Cầu thủ chuyển nhượng đến   | Cầu thủ chuyển nhượng đến | Cầu thủ chuyển nhượng đến | Cầu thủ chuyển nhượng đến | Cầu thủ chuyển nhượng đến | Cầu thủ chuyển nhượng đến |
| Ngày                        | Vị trí                    | Tên                       | Câu lạc bộ trước          | Mức phí                   | Tham khảo                 |
| --------------------------- | ------------------------- | ------------------------- | ------------------------- | ------------------------- | ------------------------- |
| 1 tháng 7 năm 2013          | GK                        | Jack Bonham               | Watford                   | Tự do                     | [ 1 ]                     |
| 1 tháng 7 năm 2013          | DF                        | Jake Bidwell              | Everton                   | Không tiết lộ             | [ 2 ]                     |
| 1 tháng 7 năm 2013          | FW                        | Will Grigg                | Walsall                   | £325.000                  | [ 3 ] [ 4 ]               |
| 1 tháng 7 năm 2013          | MF                        | Alan McCormack            | Swindon Town              | Tự do                     | [ 5 ]                     |
| 1 tháng 7 năm 2013          | DF                        | Jack Uttridge             | Histon                    | Tự do                     | [ 6 ]                     |
| 11 tháng 7 năm 2013         | DF                        | Javi Venta                | Villareal                 | Tự do                     | [ 7 ]                     |
| 30 tháng 7 năm 2013         | GK                        | David Button              | Charlton Athletic         | Tự do                     | [ 8 ]                     |
| 15 tháng 8 năm 2013         | GK                        | Liam O'Brien              | Không tiết lộ             | Tự do                     |                           |
| 2 tháng 9 năm 2013          | DF                        | Raphaël Calvet            | AJ Auxerre                | Không tiết lộ             |                           |
| 24 tháng 9 năm 2013         | DF                        | Kieran Morris             | Stourbridge               | Tự do                     | [ 9 ]                     |
| 27 tháng 1 năm 2014         | MF                        | Nico Yennaris             | Arsenal                   | Không tiết lộ             |                           |
| 31 tháng 1 năm 2014         | DF                        | James Tarkowski           | Oldham Athletic           | Không tiết lộ             |                           |
| 6 tháng 2 năm 2014          | MF                        | Louis Hutton              | Manchester City           | Tự do                     | [ 10 ]                    |
| Cầu thủ cho mượn đến        |                           |                           |                           |                           |                           |
| Từ ngày                     | Vị trí                    | Tên                       | Từ                        | Ngày kết thúc             | Tham khảo                 |
| 24 tháng 6 năm 2013         | MF                        | George Saville            | Chelsea                   | Kết thúc mùa giải         | [ 11 ]                    |
| 12 tháng 7 năm 2013         | MF                        | Martin Fillo              | FC Viktoria Plzeň         | Kết thúc mùa giải         | [ 12 ]                    |
| 25 tháng 7 năm 2013         | FW                        | Conor McAleny             | Everton                   | 6 tháng 1 năm 2014        | [ 13 ] [ 14 ]             |
| 1 tháng 8 năm 2013          | DF                        | Ben Nugent                | Cardiff City              | 5 tháng 1 năm 2014        | [ 15 ]                    |
| 2 tháng 9 năm 2013          | FW                        | Marcello Trotta           | Fulham                    | Kết thúc mùa giải         |                           |
| 10 tháng 9 năm 2013         | DF                        | Martin Taylor             | Sheffield Wednesday       | 4 tháng 11 năm 2013       |                           |
| 10 tháng 9 năm 2013         | MF                        | João Carlos Teixeira      | Liverpool                 | 8 tháng 10 năm 2013       |                           |
| 19 tháng 10 năm 2013        | MF                        | Kadeem Harris             | Cardiff City              | 5 tháng 1 năm 2014        |                           |
| 8 tháng 1 năm 2014          | MF                        | Alan Judge                | Blackburn Rovers          | Kết thúc mùa giải         |                           |
| 9 tháng 1 năm 2014          | FW                        | Chuba Akpom               | Arsenal                   | 10 tháng 2 năm 2014       |                           |
| Cầu thủ chuyển nhượng đi    |                           |                           |                           |                           |                           |
| Ngày                        | Vị trí                    | Tên                       | Câu lạc bộ đến            | Mức phí                   | Tham khảo                 |
| 1 tháng 7 năm 2013          | MF                        | Harry Forrester           | Doncaster Rovers          | Không tiết lộ             | [ 16 ]                    |
| 30 tháng 7 năm 2013         | GK                        | Simon Moore               | Cardiff City              | Không tiết lộ             | [ 17 ]                    |
| Cầu thủ cho mượn đi         |                           |                           |                           |                           |                           |
| Từ ngày                     | Vị trí                    | Tên                       | To                        | Ngày kết thúc             | Tham khảo                 |
| 9 tháng 8 năm 2013          | MF                        | Emmanuel Oyeleke          | Aldershot Town            | 28 tháng 1 năm 2014       | [ 18 ]                    |
| 4 tháng 10 năm 2013         | DF                        | Alfie Mawson              | Maidenhead United         | 28 tháng 11 năm 2013      |                           |
| 4 tháng 10 năm 2013         | FW                        | Paul Hayes                | Plymouth Argyle           | 2 tháng 11 năm 2013       |                           |
| 5 tháng 10 năm 2013         | MF                        | Stuart Dallas             | Northampton Town          | 23 tháng 12 năm 2013      |                           |
| 18 tháng 10 năm 2013        | FW                        | Luke Norris               | Northampton Town          | 4 tháng 1 năm 2014        |                           |
| 15 tháng 11 năm 2013        | GK                        | Jack Bonham               | Arlesey Town              | 8 tháng 2 năm 2014        |                           |
| 28 tháng 11 năm 2013        | DF                        | Aaron Pierre              | Cambridge United          | 4 tháng 1 năm 2013        |                           |
| 28 tháng 11 năm 2013        | DF                        | Alfie Mawson              | Luton Town                | 10 tháng 1 năm 2013       |                           |
| 28 tháng 11 năm 2013        | MF                        | Joe Maloney               | Burnham                   | Kết thúc mùa giải         | [ 19 ]                    |
| 4 tháng 12 năm 2013         | MF                        | Josh Clarke               | Maidenhead United         | 4 tháng 1 năm 2014        |                           |
| 8 tháng 1 năm 2014          | FW                        | Farid El Alagui           | Dundee United             | Kết thúc mùa giải         |                           |
| 23 tháng 1 năm 2014         | FW                        | Luke Norris               | Dagenham & Redbridge      | Kết thúc mùa giải         |                           |
| 30 tháng 1 năm 2014         | DF                        | Shaleum Logan             | Aberdeen                  | Kết thúc mùa giải         |                           |
| 31 tháng 1 năm 2014         | MF                        | Alfie Mawson              | Welling United            | 26 tháng 4 năm 2014       |                           |
| 11 tháng 2 năm 2014         | MF                        | Charlie Adams             | Barnet                    | 10 tháng 3 năm 2014       |                           |
| 17 tháng 2 năm 2014         | MF                        | Toumani Diagouraga        | Portsmouth                | 26 tháng 3 năm 2014       |                           |
| 17 tháng 2 năm 2014         | MF                        | Josh Clarke               | Braintree Town            | 12 tháng 3 năm 2014       |                           |
| 21 tháng 2 năm 2014         | MF                        | Tyrell Miller-Rodney      | Maidenhead United         | 27 tháng 3 năm 2014       |                           |
| 28 tháng 2 năm 2014         | DF                        | Aaron Pierre              | Wycombe Wanderers         | Kết thúc mùa giải         |                           |
| 27 tháng 3 năm 2014         | MF                        | Emmanuel Oyeleke          | Aldershot Town            | Kết thúc mùa giải         |                           |
| Cầu thủ giải phóng hợp đồng |                           |                           |                           |                           |                           |
| Ngày                        | Vị trí                    | Tên                       | Câu lạc bộ đến            | Ngày gia nhập             | Tham khảo                 |
| 30 tháng 9 năm 2013         | DF                        | Javi Venta                | Giải nghệ                 |                           |                           |
| 3 tháng 12 năm 2013         | FW                        | Paul Hayes                | Scunthorpe United         | 1 tháng 1 năm 2014        | [ 20 ]                    |
| 30 tháng 6 năm 2014         | DF                        | Scott Barron              | Giải nghệ                 |                           | [ 21 ]                    |
| 30 tháng 6 năm 2014         | FW                        | Clayton Donaldson         | Birmingham City           | 1 tháng 7 năm 2014        | [ 22 ]                    |
| 30 tháng 6 năm 2014         | FW                        | Farid El Alagui           | Hibernian                 | 14 tháng 7 năm 2014       | [ 21 ]                    |
| 30 tháng 6 năm 2014         | DF                        | Shaleum Logan             | Aberdeen                  | 1 tháng 7 năm 2014        | [ 21 ]                    |
| 30 tháng 6 năm 2014         | FW                        | Luke Norris               | Gillingham                | 3 tháng 7 năm 2014        | [ 23 ] [ 24 ] [ 25 ]      |
| 30 tháng 6 năm 2014         | GK                        | Liam O'Brien              | Dagenham & Redbridge      | 1 tháng 7 năm 2014        | [ 21 ]                    |
| 30 tháng 6 năm 2014         | MF                        | Michael Onovwigun         | Chesterfield              | 31 tháng 7 năm 2014       | [ 26 ]                    |
| 30 tháng 6 năm 2014         | DF                        | Aaron Pierre              | Wycombe Wanderers         | 1 tháng 7 năm 2014        | [ 27 ]                    |
| 30 tháng 6 năm 2014         | DF                        | Jack Uttridge             | Histon                    | 2015                      | [ 28 ]                    |

## Trang phục
Từ mùa giải 2013-14 adidas trở lại với tư cách nhà sản xuất trang phục khi trước đó từng cung cấp trang phục cho đội đầu thập niên 1980. Năm thứ hai liên tiếp công ty vận chuyển địa phương SKYex là nhà tài trợ trang phục.
Nhà cung cấp: adidas
Nhà tài trợ: Skyex.co.uk

| Sân nhà | Sân nhà1 | Sân khách | Thủ môn | Thủ môn1 |

Nguồn: Bees Superstore

1 Trang phục thay thế

## Đội trẻ

### Đội hình
Tuổi của cầu thủ tính đến ngày bắt đầu của mùa giải 2013-14.
| Tên                 | Quốc tịch | Vị trí  | Ngày sinh (tuổi)            | Câu lạc bộ trước | Năm kí hợp đồng | Ghi chú                                                      |
| Hậu vệ              | Hậu vệ    | Hậu vệ  | Hậu vệ                      | Hậu vệ           | Hậu vệ          | Hậu vệ                                                       |
| ------------------- | --------- | ------- | --------------------------- | ---------------- | --------------- | ------------------------------------------------------------ |
| Raphaël Calvet      | Pháp      | CB      | 7 tháng 2, 1994 (19 tuổi)   | AJ Auxerre       | 2013            |                                                              |
| Alfie Mawson        | Anh       | LB / CB | 19 tháng 1, 1994 (19 tuổi)  | Học viện         | 2010            | Cho mượn đến Cambridge United và Wycombe Wanderers           |
| Kieran Morris       | Anh       | CB      | 26 tháng 6, 1995 (18 tuổi)  | Stourbridge      | 2013            |                                                              |
| Aaron Pierre        | Grenada   | LB      | 17 tháng 2, 1993 (20 tuổi)  | Học viện         | 2011            | Cho mượn đến Maidenhead United, Luton Town và Welling United |
| Jack Uttridge       | Anh       | CB      | 14 tháng 1, 1995 (18 tuổi)  | Histon           | 2013            |                                                              |
| Tiền vệ             |           |         |                             |                  |                 |                                                              |
| Charlie Adams       | Anh       | LW / CM | 16 tháng 5, 1994 (19 tuổi)  | Học viện         | 2011            | Cho mượn đến Barnet                                          |
| Josh Clarke         | Anh       | RW      | 1 tháng 7, 1994 (19 tuổi)   | Học viện         | 2011            | Cho mượn đến Maidenhead United và Braintree Town             |
| Louis Hutton        | Anh       | CM      | 9 tháng 9, 1994 (18 tuổi)   | Manchester City  | 2014            |                                                              |
| Joe Maloney         | Anh       | CM      | 21 tháng 3, 1995 (18 tuổi)  | Học viện         | 2013            | Cho mượn đến Burnham                                         |
| Tyler Miller-Rodney | Anh       | CM      | 23 tháng 4, 1994 (19 tuổi)  | Học viện         | 2011            | Cho mượn đến Maidenhead United                               |
| Emmanuel Oyeleke    | Anh       | RW      | 24 tháng 12, 1992 (20 tuổi) | Học viện         | 2010            | Cho mượn đến Aldershot Town                                  |
| Tiền đạo            |           |         |                             |                  |                 |                                                              |
| Luke Norris         | Anh       | ST      | 3 tháng 6, 1993 (20 tuổi)   | Học viện         | 2010            | Cho mượn đến Northampton Town và Dagenham & Redbridge        |

Nguồn: brentfordfc.co.uk Lưu trữ ngày 10 tháng 4 năm 2017 tại Wayback Machine

### Professional Development League Two South Division

#### Bảng xếp hạng
Cập nhật đến trận đấu diễn ra ngày 31 tháng 5 năm 2014
Professional U21 Development League 2013-14

#### Trận đấu
Thắng
      Hòa
      Thua
      Hoãn
| 20 tháng 8 năm 2013 1 | Brentford DS | 2-1                                  | Bristol City DS | Jersey Road |  |
|                       | Hayes (2)    | Chi tiết BFC Highlights trên YouTube | Reid            |             |  |

| 16 tháng 9 năm 2013 2 | Brighton DS        | 1-1          | Brentford DS | Culver Road |  |
|                       | Richards 41' (pen) | Chi tiết BFC | Mawson 9'    |             |  |

| 30 tháng 9 năm 2013 3 | Brentford DS              | 4-2          | Charlton Athletic DS | Jersey Road |  |
|                       | Douglas Trotta (2) Norris | Chi tiết BFC | Sho-Silva Daniel     |             |  |

| 14 tháng 10 năm 2013 4 | Cardiff City DS              | 3-1               | Brentford DS | Sân vận động Cardiff City |  |
|                        | Gestede 41', 87' · Healy 73' | Chi tiết BFC CCFC | Norris 70'   |                           |  |

| 22 tháng 10 năm 2013 5 | QPR DS                     | 4-0                | Brentford DS | Loftus Road |  |
|                        | Petrasso (2) Chevanton (2) | Chi tiết BFC QPRFC |              |             |  |

| 5 tháng 11 năm 2013 6 | Brentford DS | 1-2               | Crystal Palace DS | Griffin Park |  |
|                       | Fillo        | Chi tiết BFC CPFC | Dymond Sekajja    |              |  |

| 26 tháng 11 năm 2013 7 | Brentford DS     | 1-4          | Ipswich Town DS                | Jersey Road |  |
|                        | Mawson · Pilbeam | Chi tiết BFC | Lee Adekunle Clarke Wordsworth |             |  |

| 14 tháng 1 năm 2014 8 | Ipswich Town DS | 1-1          | Brentford DS | Ipswich Training Ground |  |
| 1pm                   | Adams           | Chi tiết BFC | Leddy        |                         |  |

| 27 tháng 1 năm 2014 9 | Brentford DS | 2-1          | Brighton & Hove Albion DS | Jersey Road |  |
|                       | Adams Mawson | Chi tiết BFC | Dickenson                 |             |  |

| 30 tháng 1 năm 2014 10 | Brentford DS | 0-0          | Swansea City DS | Jersey Road |
|                        |              | Chi tiết BFC |                 |             |

| 17 tháng 2 năm 2014 11 | Swansea City DS | 2-1          | Brentford DS |  |  |
|                        | King Bray       | Chi tiết BFC | Oyeleke      |  |  |

| 25 tháng 2 năm 2014 12 | Brentford DS           | 2-0          | Millwall DS | Jersey Road |  |
|                        | Grigg 42' · Dallas 75' | Chi tiết BFC |             |             |  |

| 3 tháng 3 năm 2014 13 | Charlton DS                                                                                 | 6-3          | Brentford DS               | Charlton Athletic Training Ground |  |
|                       | Cedric Evina 14' · Marvin Sordell 48' · Sho-Silva 50', 59' · Anıl Koç 65' · Kevin Feely 83' | Chi tiết BFC | Martin Fillo 44', 45', 51' |                                   |  |

| 10 tháng 3 năm 2014 14 | Bristol City DS | 2-1          | Brentford DS |  |  |
|                        | Barnett Bishop  | Chi tiết BFC | Awotwi       |  |  |

| 18 tháng 3 năm 2014 15 | Millwall DS         | 3-2          | Brentford DS      |  |  |
|                        | Farrell O'Brien (2) | Chi tiết BFC | Miller-Rodney (2) |  |  |

| 24 tháng 3 năm 2014 16 | Brentford DS   | 2-0          | Cardiff DS | Griffin Park |  |
|                        | Greene Maloney | Chi tiết BFC |            |              |  |

| 31 tháng 3 năm 2014 17 | Brentford DS | 1-2          | QPR DS      | Jersey Road |  |
|                        | Moore        | Chi tiết BFC | Maïga Magri |             |  |

| 8 tháng 4 năm 2014 18 | Crystal Palace DS  | 6-0          | Brentford DS | Sân vận động KNK |  |
|                       | Gayle (5) McCarthy | Chi tiết BFC |              |                  |  |

#### Đội hình ra sân từng vòng đấu
| Ngày     | Đối thủ           | V | Tỉ số |  | 1             | 2                | 3               | 4                | 5                | 6                      | 7                    | 8                      | 9              | 10               | 11                   |  | 12              | 13                    | 14                 | 15                 | 16                    |
| 20/8/13  | Bristol City DS   | H | 2-1   |  | Jack Bonham   | Alfie Mawson     | Ben Nugent      | Aaron Pierre     | Josh Clarke      | Jake Reeves            | Đếnumani Diagouraga  | Tom Field1             | Charlie Adams  | Luke Norris      | Paul Hayes           |  | Melvin Minter   | Joe Maloney           | Freddie Champion   | Issac Layne        | Tyrell Miller-Rodney1 |
| 16/9/13  | Brighton DS       | A | 1-2   |  | Liam O'Brien  | Raphaël Calvet   | Alfie Mawson    | Ben Nugent       | Aaron Pierre     | Stuart Dallas          | Tyrell Miller-Rodney | Jonathan Aspas Juncal1 | Josh Clarke    | Paul Hayes       | Luke Norris          |  | Charlie Adams1  | Joe Taylor            | Joe Maloney        | Richard Bryan      |                       |
| 30/9/13  | Charlton DS       | H | 4-2   |  | David Button  | Raphaël Calvet   | Ben Nugent      | Aaron Pierre     | Scott Barron     | Stuart Dallas          | Jake Reeves          | Jonathan Douglas       | Joao Teixeira  | Luke Norris      | Marcello Trotta      |  | Alfie Mawson    | Josh Clarke           | Joe Taylor         | Charlie Adams      | Tyrell Miller-Rodney  |
| 14/10/13 | Cardiff DS        | A | 1-3   |  | Jack Bonham   | George Pilbeam   | Alfie Mawson    | Aaron Pierre     | Scott Barron     | Josh Clarke            | Jake Reeves          | Tyrell Miller-Rodney   | Charlie Adams  | Luke Norris      | Farid El Alagui      |  | Montell Moore   | Kieran Morris         | Melvin Minter      | Richard Bryan      | Joe Maloney           |
| 22/10/13 | QPR DS            | A | 0-4   |  | Jack Bonham   | Raphael Calvet   | Arron Pierre    | Jake Reeves      | Ben Nugent       | Alfie Mawson           | Martin Fillo         | Tyrell Miller-Rodney   | Montell Moore  | Charlie Adams    | Josh Clarke          |  | Joe Maloney     | Melvin Minter         | George Pilbeam     | Kojo Awotwi        |                       |
| 5/11/13  | Crystal Palace DS | H | 1-2   |  | Jack Bonham   | Raphaël Calvet   | Ben Nugent      | Aaron Pierre     | Shaleum Logan    | Jake Reeves            | Joe Maloney          | Martin Fillo           | Charlie Adams  | Josh Clarke      | Will Grigg           |  | Aalfie Mawson   | Melvin Minter         | Kieran Morris      |                    |                       |
| 26/11/13 | Ipswich Town DS   | H | 1-4   |  | Melvin Minter | Raphaël Calvet   | Kieran Morris   | Alfie Mawson     | Aaron Pierre1    | Joe Maloney3           | George Pilbeam       | Josh Clarke2           | Charlie Adams  | Kojo Awotwi      | Paul Hayes           |  | Richard Bryan1  | Fabian Rowe2          | Josh Stockwell3    | Thomas Roberts     |                       |
| 14/1/14  | Ipswich Town DS   | A | 1-1   |  | Richard Lee   | Raphaël Calvet   | Kieran Morris   | Alfie Mawson     | Scott Barron2    | Tyrell Miller-Rodney   | Joe Maloney          | Charlie Adams          | Martin Fillo1  | Luke Norris      | Aaron Pierre         |  | Lewis Lavender2 | Richard Bryan1        |                    |                    |                       |
| 27/1/14  | Brighton DS       | H | 2-1   |  | Melvin Minter | Raphaël Calvet   | Alfie Mawson    | Aaron Pierre     | Scott Barron     | Tyrell Miller-Rodney   | Đếnumani Diagouraga3 | Jake Reeves2           | Stuart Dallas1 | Anderson Banvo   | Charlie Adams        |  | Josh Clarke1    | Roman Michael-Percil2 | Louis Hutton3      | Nik Tzanev         | Kieran Morris         |
| 30/1/14  | Swansea DS        | H | 0-0   |  | Melvin Minter | Emmanuel Oyeleke | Raphaël Calvet  | Alfie Mawson     | Aaron Pierre2    | Tyrell Miller-Rodney   | Louis Hutton         | Charlie Adams          | Josh Clarke    | Anderson Banvo1  | Roman Michael-Percil |  | Richard Bryan1  | Kieran Morris2        | George Pilbeam     |                    |                       |
| 17/2/14  | Swansea DS        | A | 1-2   |  | Jack Bonham   | Joe Maloney      | Raphaël Calvet1 | Alfie Mawson3    | Aaron Pierre     | Tyrell Miller-Rodney2) | Louis Hutton         | Charlie Adams          | Stuart Dallas  | Emmanuel Oyeleke | Martin Fillo         |  | Richard Bryan1  | Kojo Awotwi2          | Kieran Morris3     | Melvin Minter      |                       |
| 25/2/14  | Millwall DS       | H | 2-0   |  | Jack Bonham   | Nico Yennaris1   | Kevin O'Connor  | James Tarkowski2 | Raphaël Calvet   | Emmanuel Oyeleke       | Louis Hutton         | Jake Reeves            | Stuart Dallas  | Will Grigg3      | Josh Clarke          |  | Melvin Minter   | Kieran Morris1        | Aaron Pierre2      | Joe Maloney3       |                       |
| 3/3/14   | Charlton DS       | A | 3-6   |  | Melvin Minter | Joe Maloney      | Gradi Milenge   | Kieran Morris    | Scott Barron1    | Emmanuel Oyeleke       | Louis Hutton         | Jermaine Udumaga       | Martin Fillo   | Montell Moore2   | Josh Clarke          |  | Fabian Rowe     | Richard Bryan1        | Lionel Stone2      |                    |                       |
| 10/3/14  | Bristol City DS   | A | 1-2   |  | Melvin Minter | Joe Maloney2     | Raphaël Calvet  | Scott Barron1)   | Emmanuel Oyeleke | Louis Hutton           | Jermaine Udumaga     | Josh Clarke            | Lionel Stone   | Kojo Awotwi      | Unknown              |  | Richard Bryan   | Fabian Rowe1          | Michael Onovwigun2 |                    |                       |
| 18/3/14  | Millwall DS       | A | 2-3   |  | Jack Bonham   | Joe Maloney      | Raphaël Calvet  | Kieran Morris1   | Scott Barron     | Tyrell Miller-Rodney2  | Louis Hutton         | Emmanuel Oyeleke       | Josh Clarke    | Montell Moore3   | Kojo Awotwi          |  | Melvin Minter   | Lionel Stone1         | Fabian Rowe2       | Josh Stockwell3    |                       |
| 24/3/14  | Cardiff DS        | H | 2-0   |  | Mark Smith    | Kojo Awotwi1     | Gradi Milenge   | Raphaël Calvet   | Lionel Stone     | Emmanuel Oyeleke       | Joe Maloney          | Montell Moore2         | Josh Clarke    | Joe Ward         | Aaron Greene         |  | Joe Taylor      | Fabian Rowe           | Richard Bryan1     | Michael Onovwigun2 |                       |
| 31/3/14  | QPR DS            | H | 1-2   |  | Melvin Minter | Lionel Stone1    | Alfie Mawson3   | Raphaël Calvet   | Richard Bryan    | Jermaine Udumaga       | Joe Maloney          | Michael Onovwigun      | Josh Clarke    | Jack Jeffries2   | Montell Moore        |  | Joe Taylor      | George Pilbeam1       | Gradi Milenge2     | Fabian Rowe3       |                       |
| 8/4/14   | Crystal Palace DS | A | 0-6   |  | Mark Smith    | Lionel Stone     | Raphaël Calvet  | Gradi Milenge    | Richard Bryan    | Josh Clarke            | Joe Maloney          | Jermaine Udumaga1      | Martin Fillo   | Charlie Adams    | Montell Moore2       |  | Melvin Minter   | Fabian Rowe           | George Pilbeam1    | Michael Onovwigun2 |                       |

1 thay người thứ 1, 2 thay người thứ 2, 3 thay người thứ 3

Nguồn: brentfordfc.co.uk Lưu trữ ngày 10 tháng 4 năm 2017 tại Wayback Machine